# Sentier de grande randonnée 59
 (mars 2020).
Si vous disposez d'ouvrages ou d'articles de référence ou si vous connaissez des sites web de qualité traitant du thème abordé ici, merci de compléter l'article en donnant les références utiles à sa vérifiabilité et en les liant à la section « Notes et références ».
Le Sentier de grande randonnée 59 (GR 59) est un itinéraire balisé de randonnée pédestre traversant la Franche-Comté du ballon d'Alsace à Culoz, dans l'Ain.

## Caractéristiques du tracé
Le sentier du GR59 est segmenté en deux parties, la première allant du ballon d'Alsace (1 247 m) à Lons-le-Saunier dans la limite sud de la région, dans le département du Jura ; et la seconde (GR59) continuant jusqu'à Culoz dans le département de l'Ain.
La première partie du GR59 s'étend sur 356 kilomètres et passe notamment sur la colline de Bourlémont où se trouve la chapelle Notre-Dame-du-Haut de Ronchamp, Besançon, le mont Poupet, les salines de Salins-les-Bains classées au patrimoine mondial de l'UNESCO, la reculée des Planches, Château-Chalon et la reculée de Baume-les-Messieurs.

## GR59

### Dans les Vosges et dans la Haute-Saône

#### Ballon d'Alsace
Altitude : 1 281 mètres
Information : le ballon d'Alsace est un point culminant qui se situe entre les départements des Vosges, de la Haute-Saône, du Territoire de Belfort et du Haut-Rhin et bénéficie d'un large panorama.

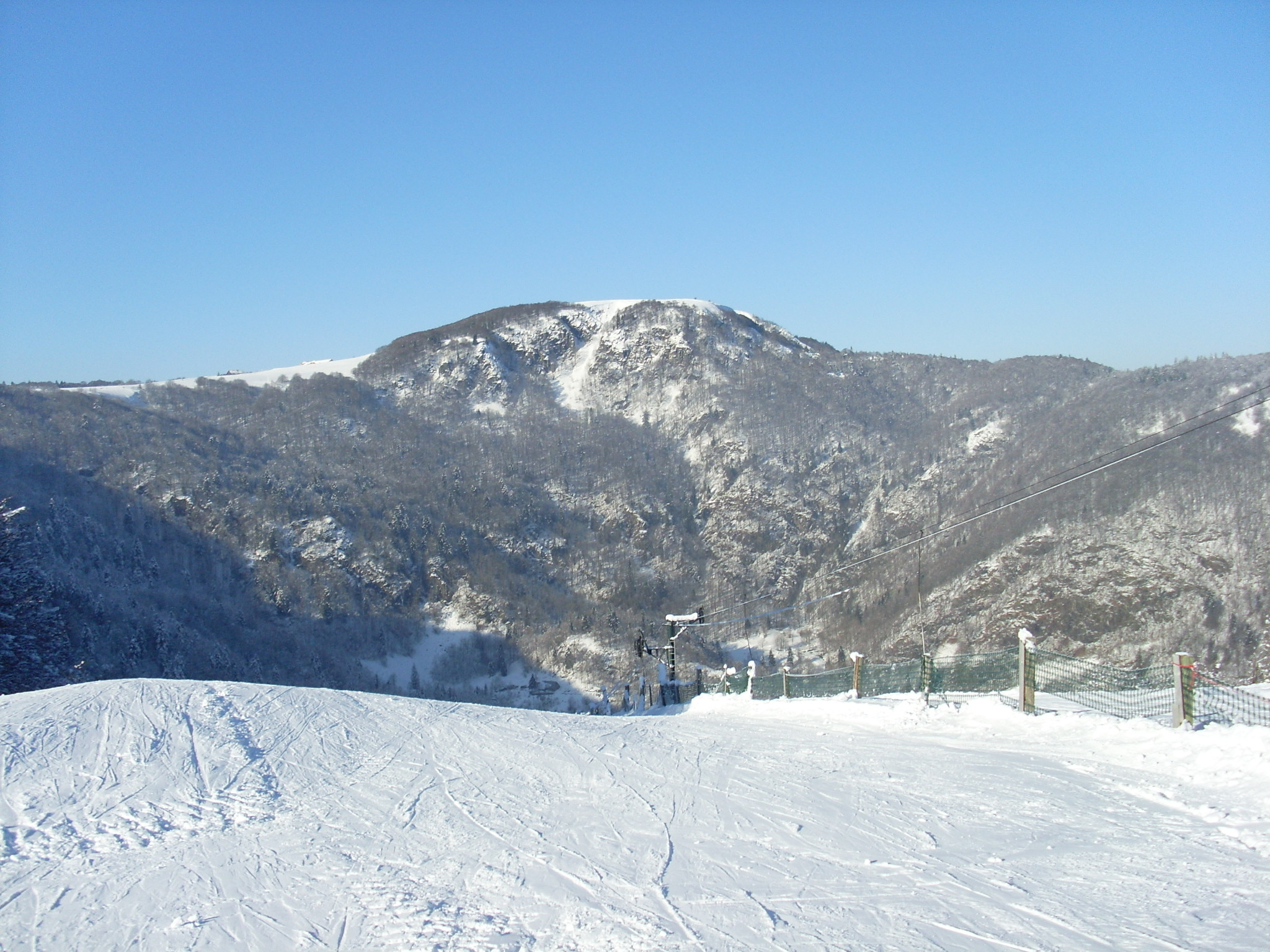
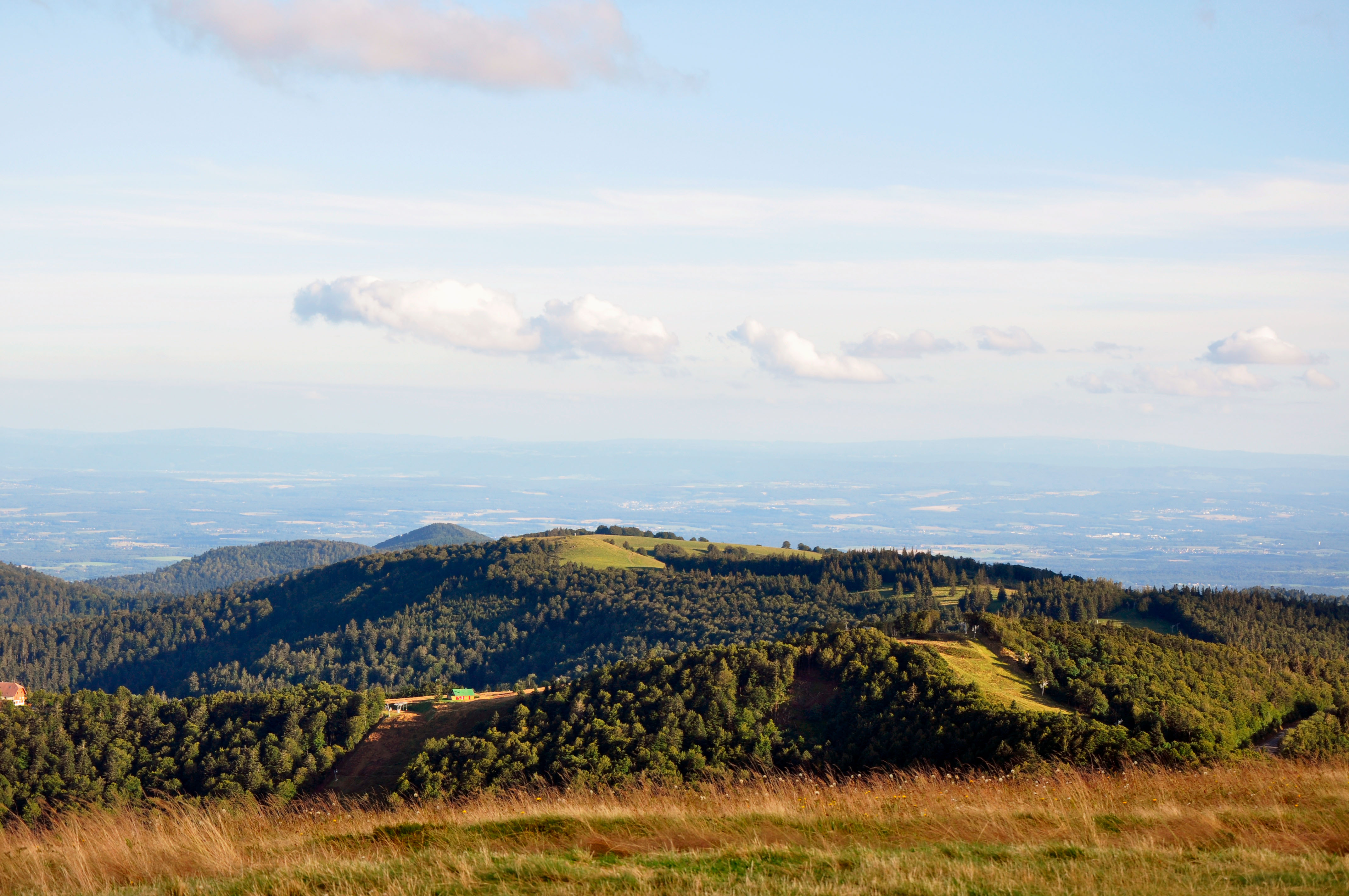

Remarque :    

#### Réserve naturelle nationale des Ballons comtois
Attitude : 1 216 mètres
Information : La réserve naturelle nationale des Ballons comtois est une réserve qui occupe trois quarts de la Haute-Saône et un quart des Vosges et du Territoire de Belfort, la superficie de la réserve mesure 2 259 hectares.

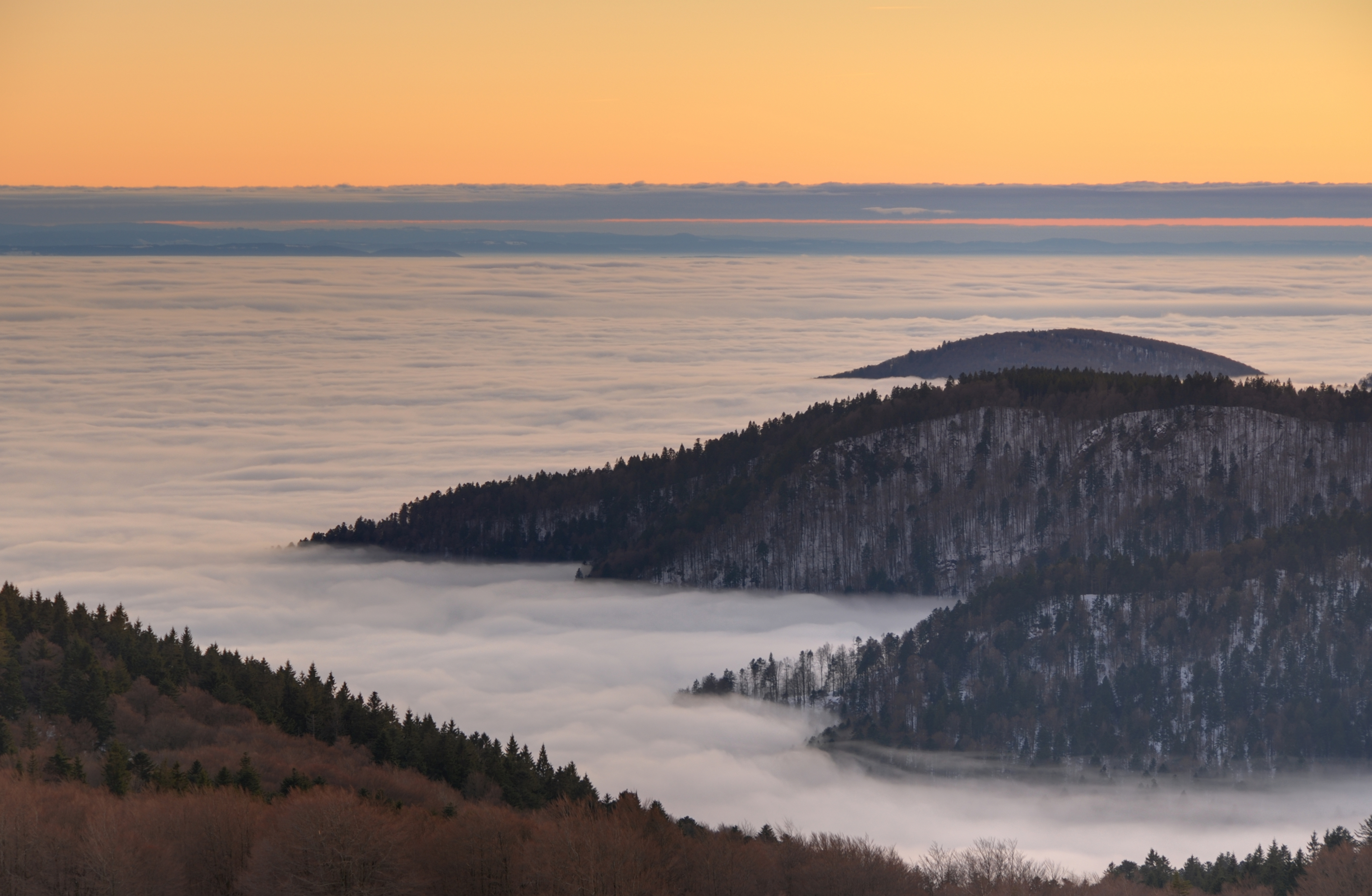

Remarque :  
- Le Montvilliers
- Haut de la Chevestraye
- Col de la Chevestraye
- Forêt d'Arobert
- Le Plainet
- Le Rhien

#### Ronchamp
Attitude : 340 mètres
Population : 2 930 habitants.
Information : Ronchamp est une commune qui se situe non loin de Lure. La commune haut-saônoise est dominée par la colline de Bourlémont où se trouve la chapelle Notre-Dame-du-Haut (patrimoine mondial de l'UNESCO) et le chevalement du puits Sainte-Marie inscrits monument historique. Le musée de la mine Marcel-Maulini retrace la passé minier de la commune.
Remarque :   

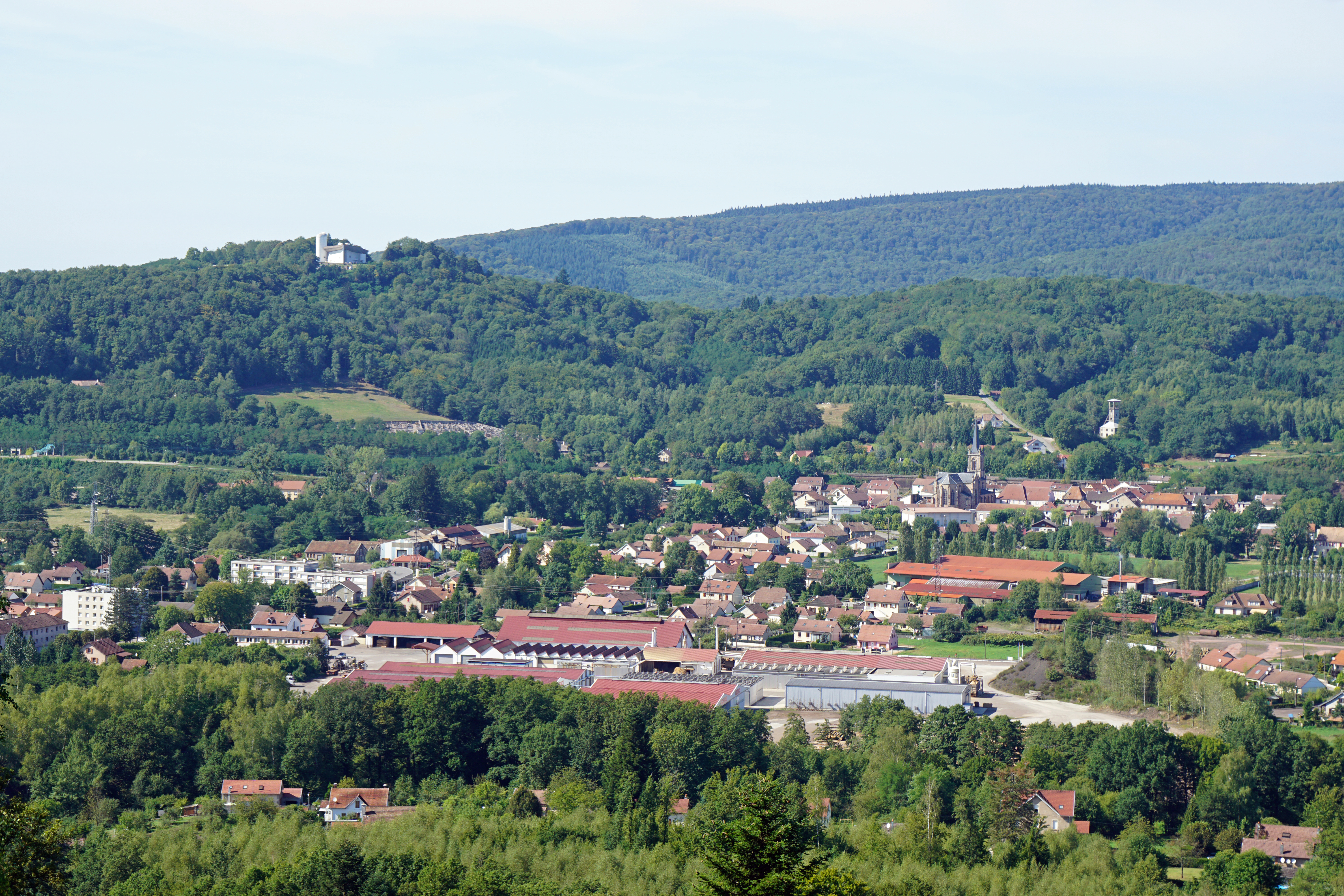
La colline de Bourlémont, surmontée par la chapelle Notre-Dame-du-Haut.
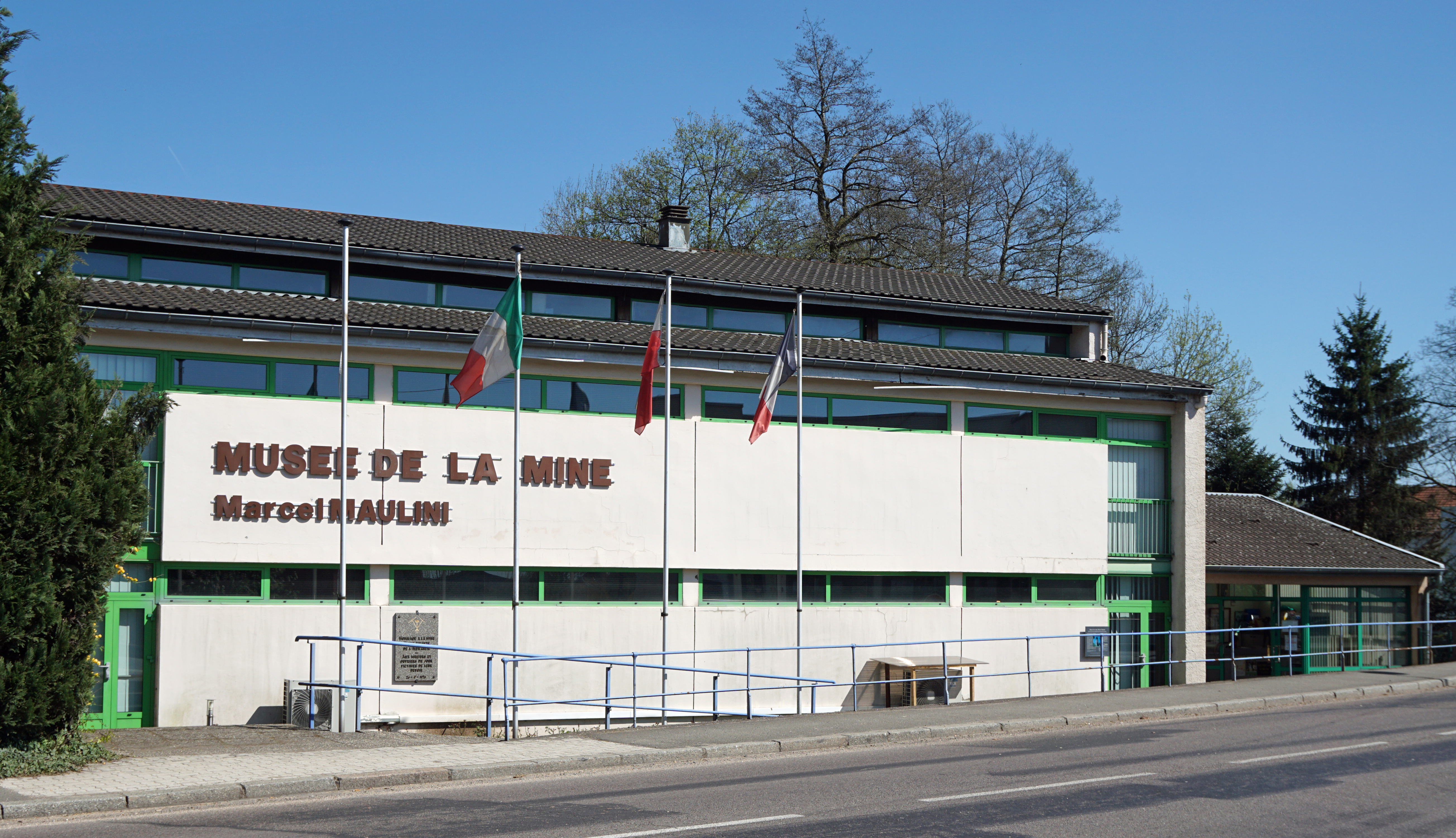
Le musée de la mine Marcel-Maulini.
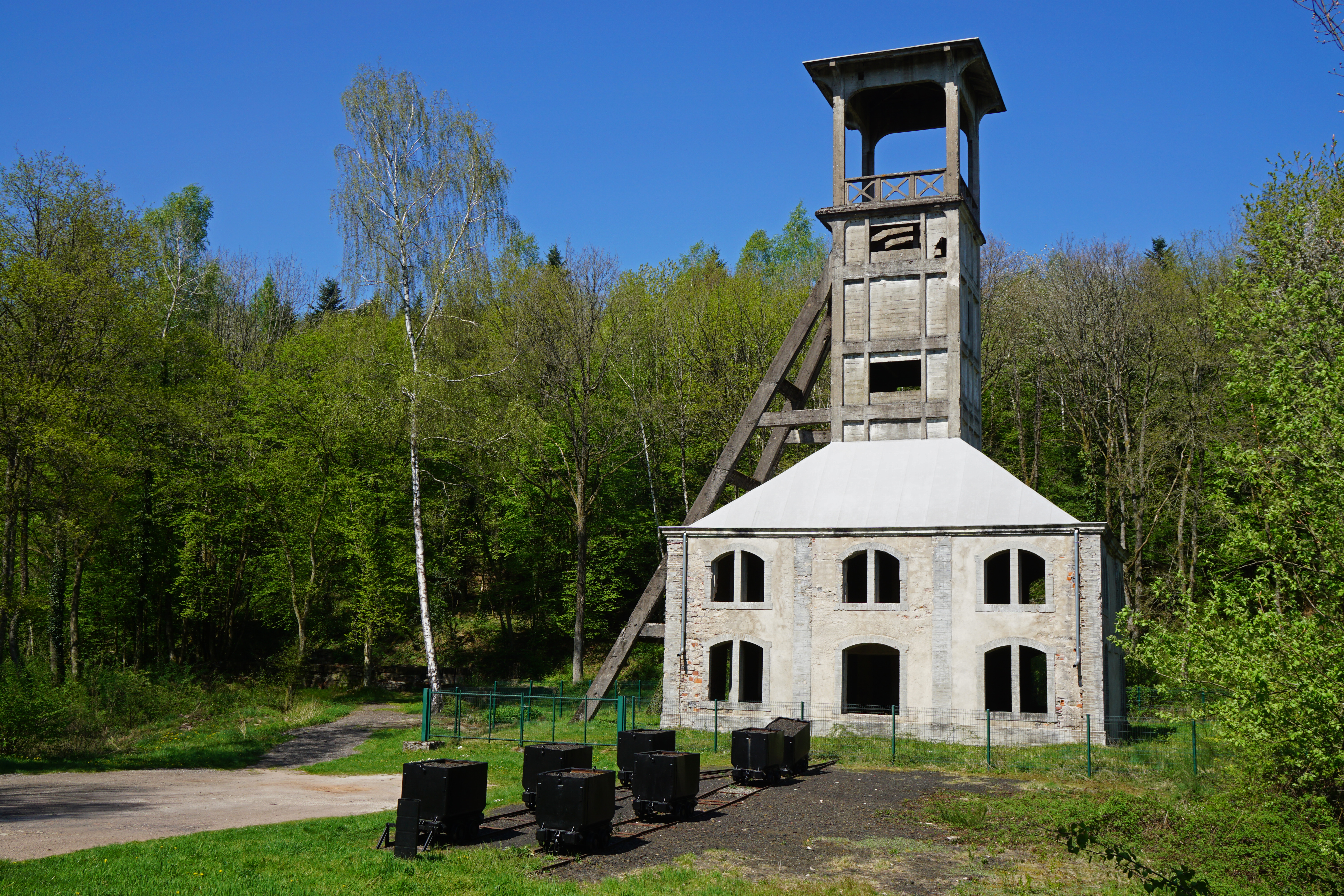
Le chevalement du puits Sainte-Marie.

- Belverne
- Courmont

#### Saulnot
Attitude : 325 mètres
Population : 796 habitants.
Information : Saulnot est une commune qui se situe dans la plaine de la Saône. Le monument historique dans le village de Saulnot est l'église de la Décollation-de-Saint-Jean-de-Baptiste.
Remarque :  

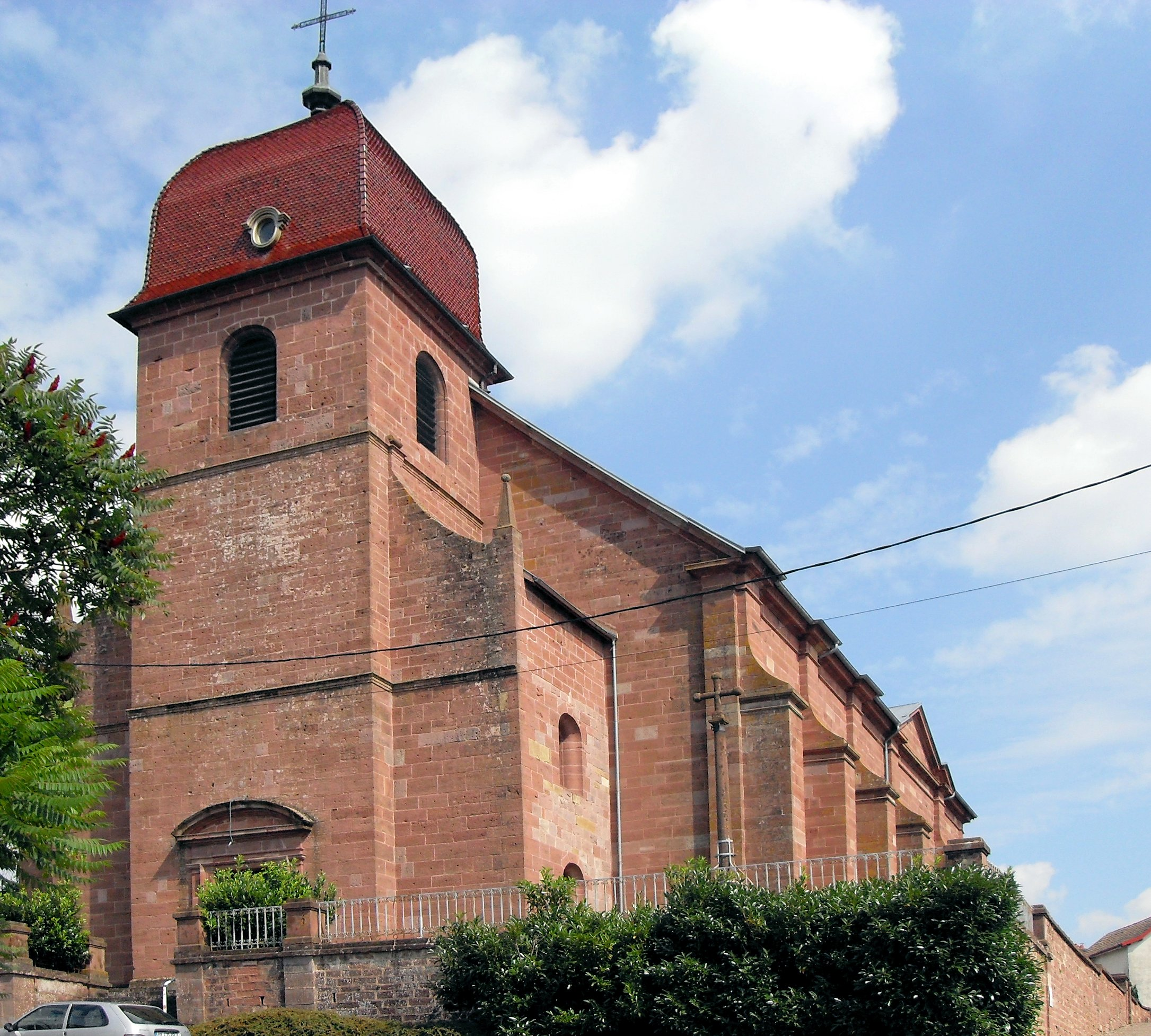
Église de la Décollation-de-Saint-Jean-Baptiste.
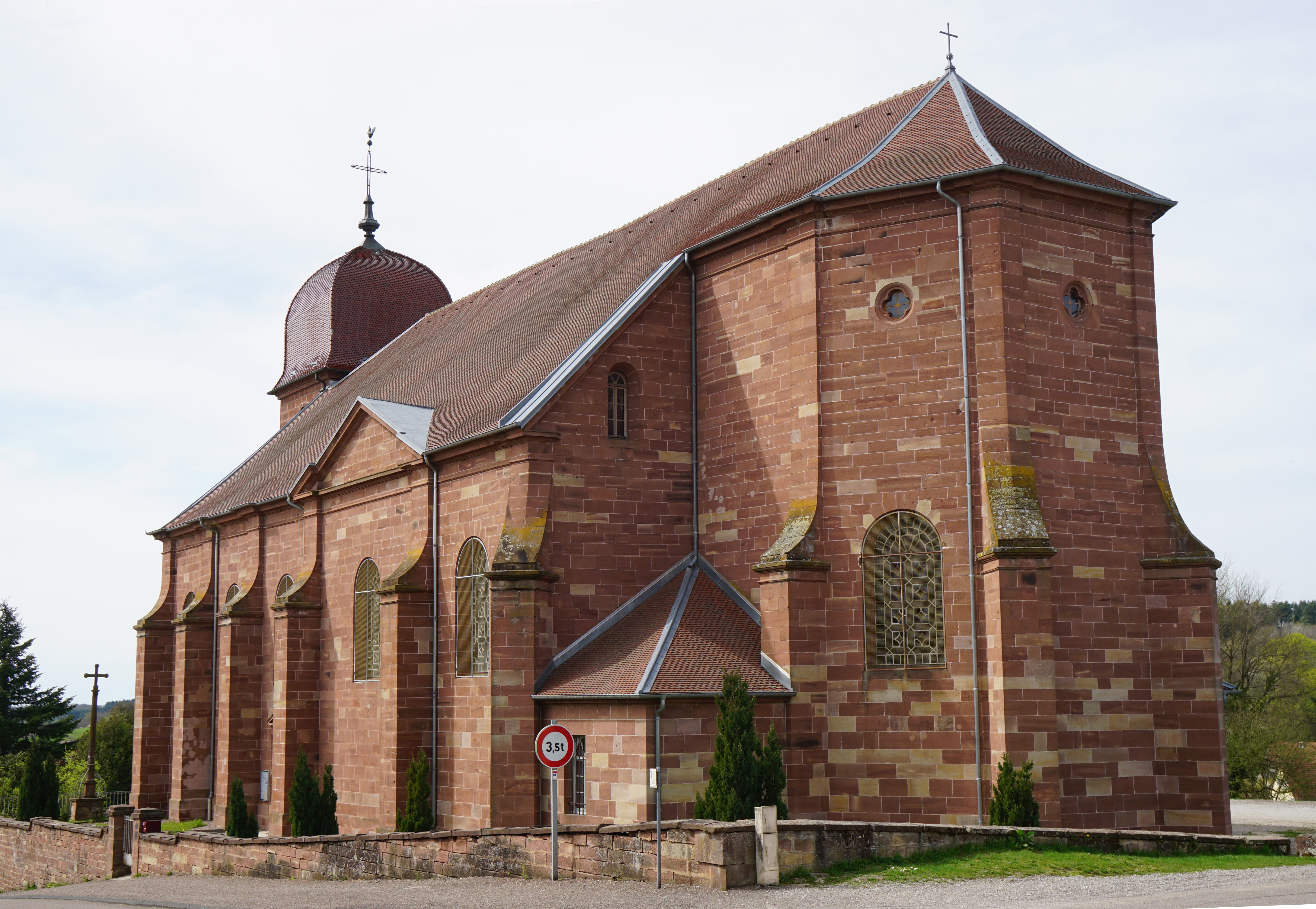
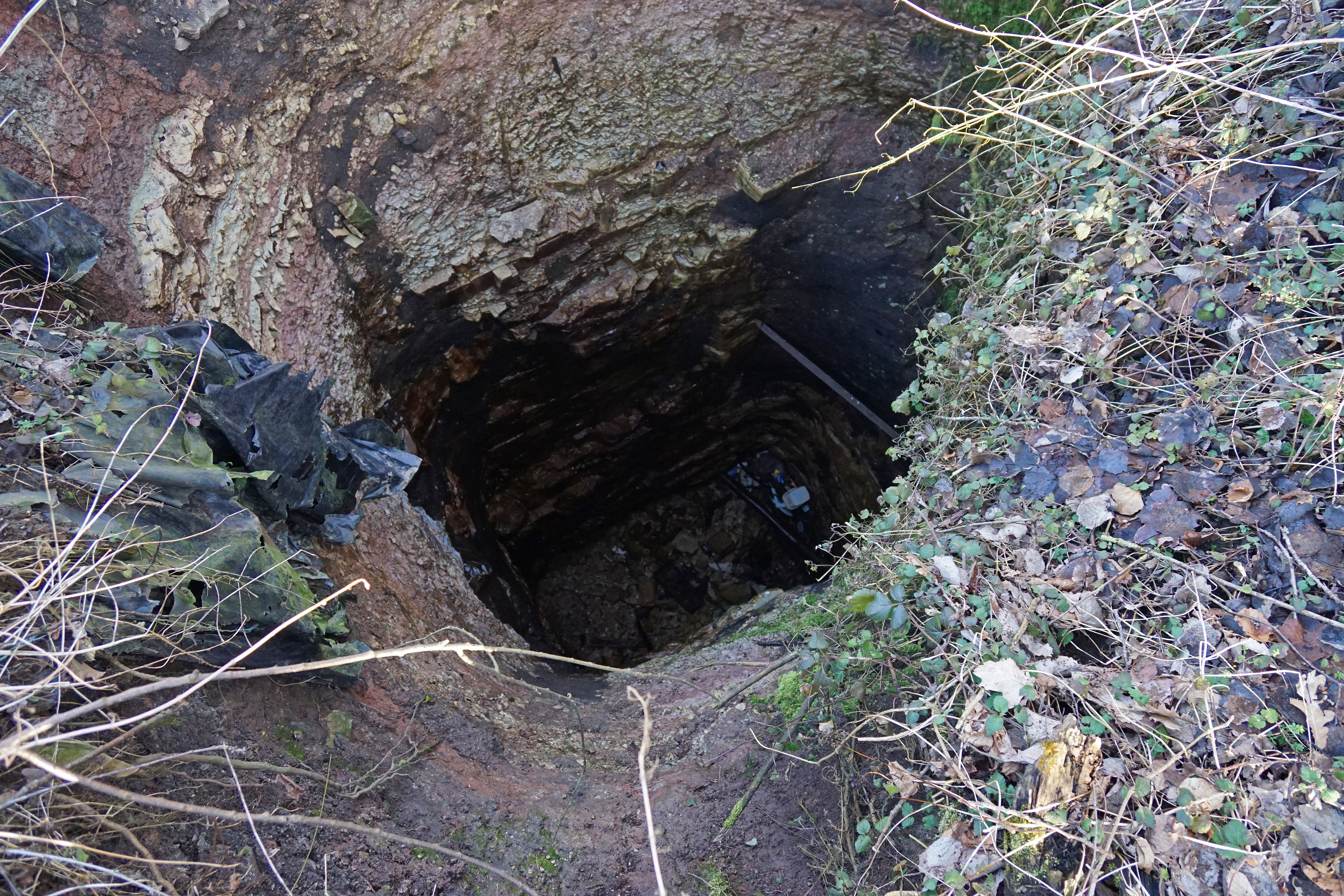
Ancien puits de mine.

- Corcelles (vestiges miniers)
- La Chapelle

### Dans le Doubs

#### Gémonval
Attitude : 305 mètres
Population : 77 habitants.
Information : Petite commune de moins de cent habitants, Gémonval est un village qui se situe dans le Doubs, comme dans les villages de Saulnot et Corcelles, le village de Gémonval possède une mine de houille.
Remarque : 

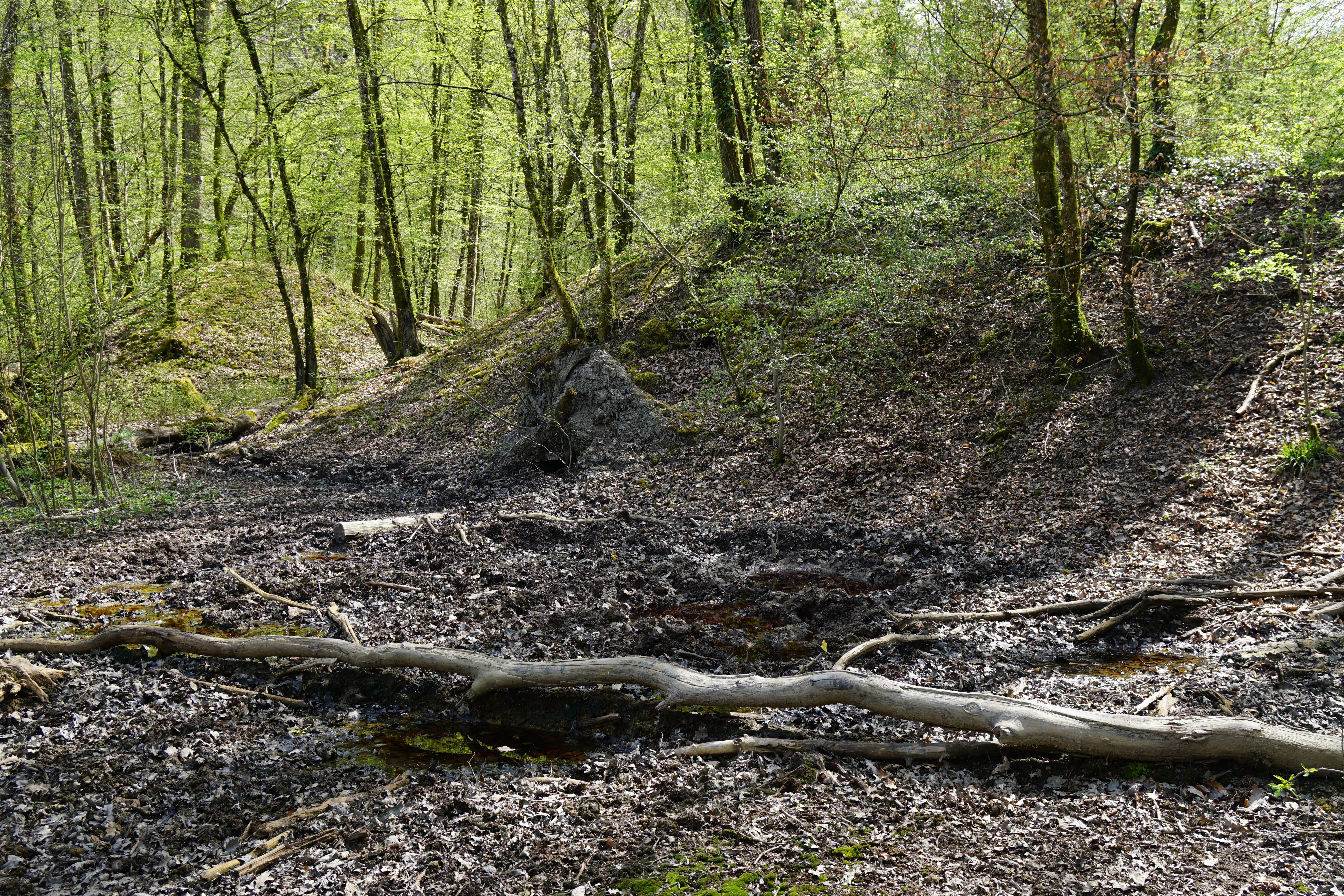
Le terril du puits de la Houillère.
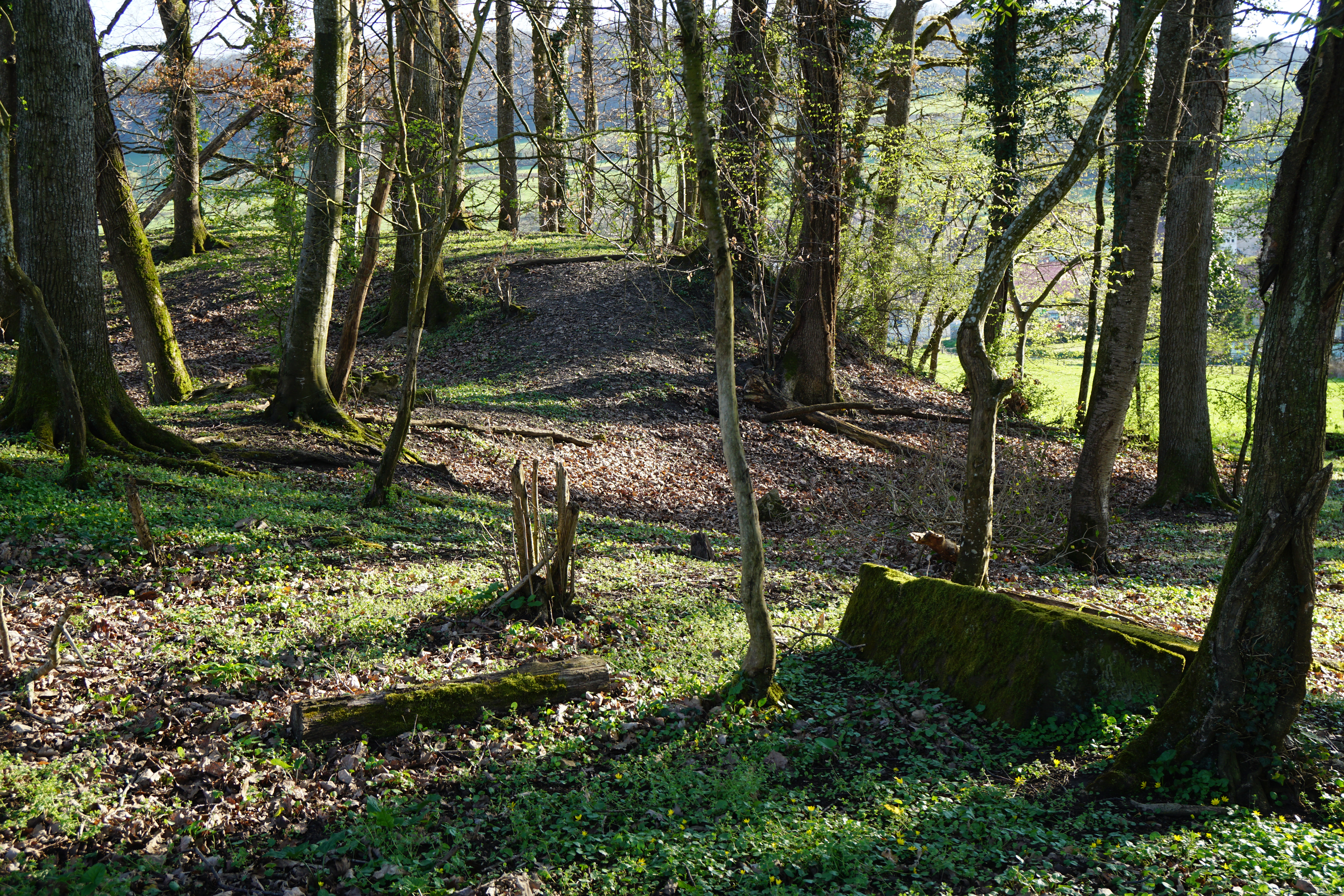
Terril du puits des Essarts.

### Dans la Haute-Saône

#### Courchaton
Altitude : 307 mètres
Population : 461 habitants.
Information : Courchaton est un petit village qui est peuplé de 461 Courchatenais.

#### Grammont
Altitude : 283 mètres
Population : 65 habitants.
Information : La commune de Grammont est chargée d'histoire par le château construit par Guyot de Granges pour rendre hommage à Renaud de Montbéliard. Au XXe siècle, le château de Grammont a été remanié.

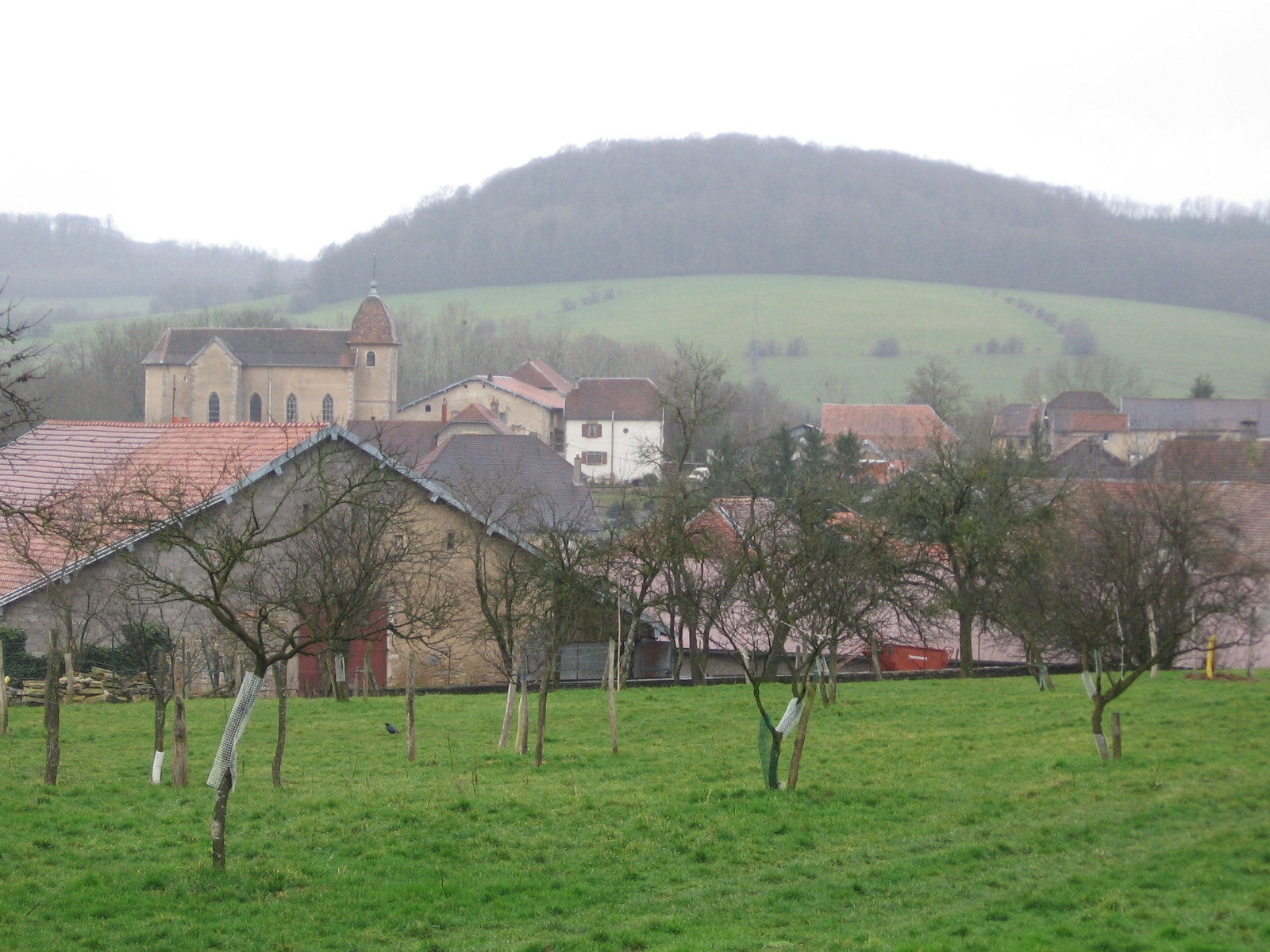

Remarque : 

### Dans le Doubs

#### Bournois
Attitude : 330 mètres
Population : 190 habitants.
Information : Le village de Bournois est connu pour sa grotte qui se situe dans 2 villages non loin de la commune bourniquaise.
Remarque : 

#### Abbenans
Attitude : 270 mètres
Population : 352 habitants.
Information : Abbenans est un village qui se situe dans le vallée de Saône, la commune comporte des fontaines et des monuments, dont l'église Saint-Ermenfroi, citée en 1143, rebaptisée en 1405 ; elle fut reconstruite en 1730, en style néo-grec.
Remarque : 

#### Cubry
Attitude : 266 mètres
Population : 81 habitants.
Information : Cubry est un village du Doubs qui compte pas moins de 100 habitants, le village est composé d'un château, le château de Bournel.

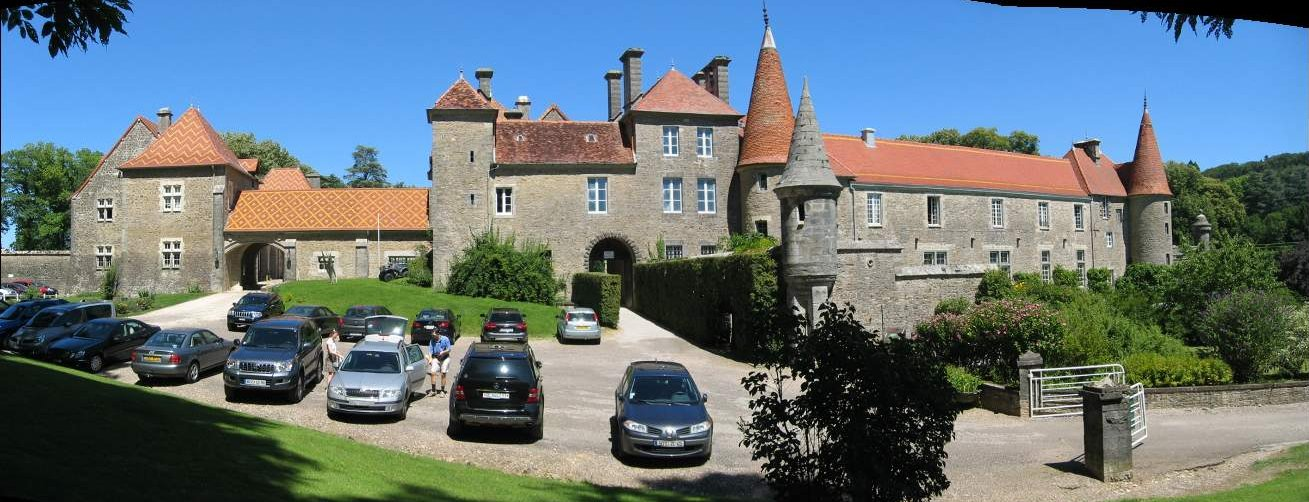

Remarque : 

#### Gondenans-Montby
Attitude : 318 mètres
Population : 172 habitants.
Information : Gondenans-Montby est un village du Doubs, le village est composé d'un château, le Château de Montby.

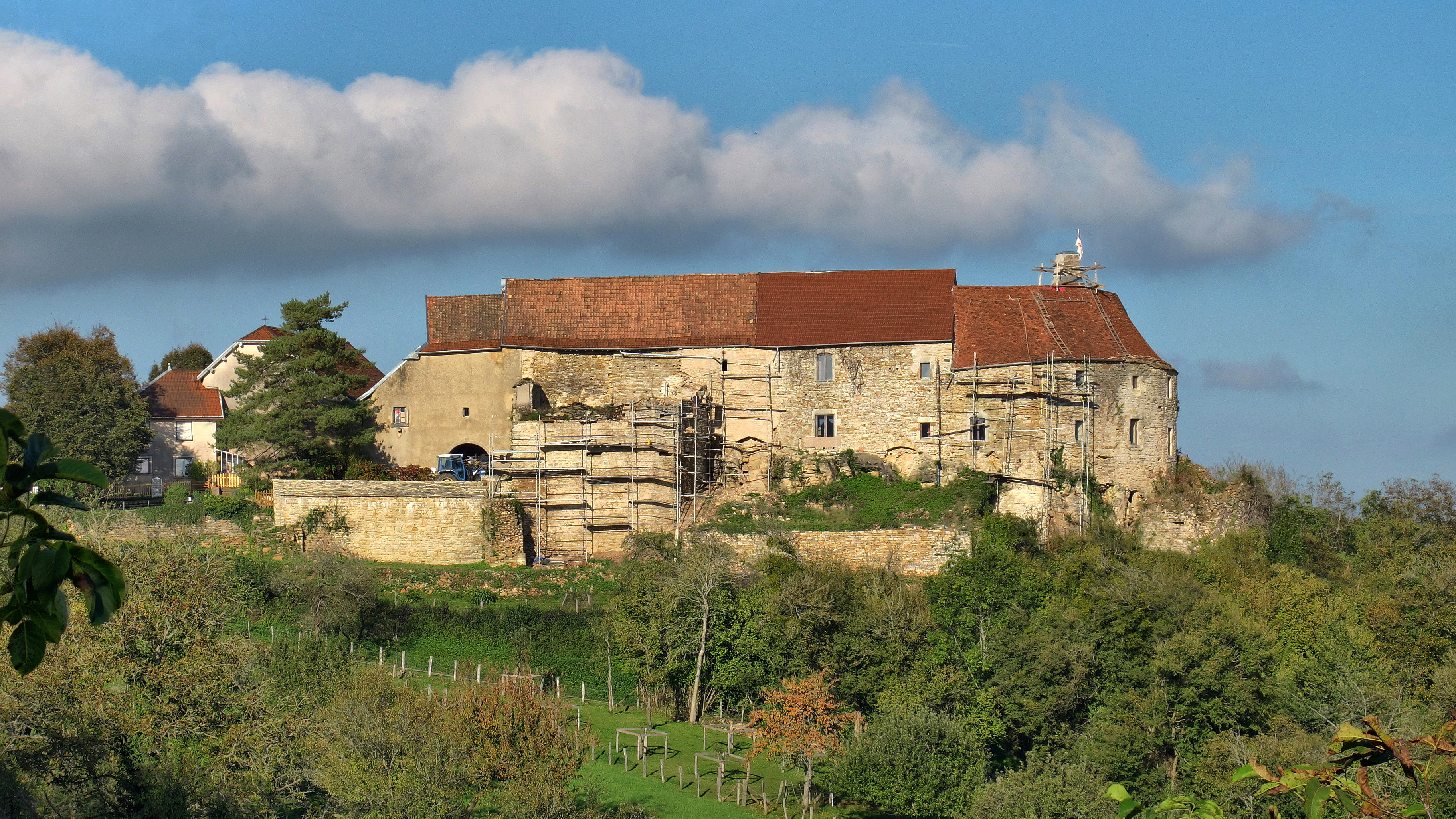

Remarque : 
- L'Hôpital-Saint-Lieffroy

#### Hyèvre-Paroisse
Attitude : 267 mètres
Population : 186 habitants.
Information : La commune d'Hyèvre-Paroisse se trouve dans le canton de Baume-les-Dames, la fontaine-lavoir d'Hyèvre-Paroisse est inscrit monument historique.

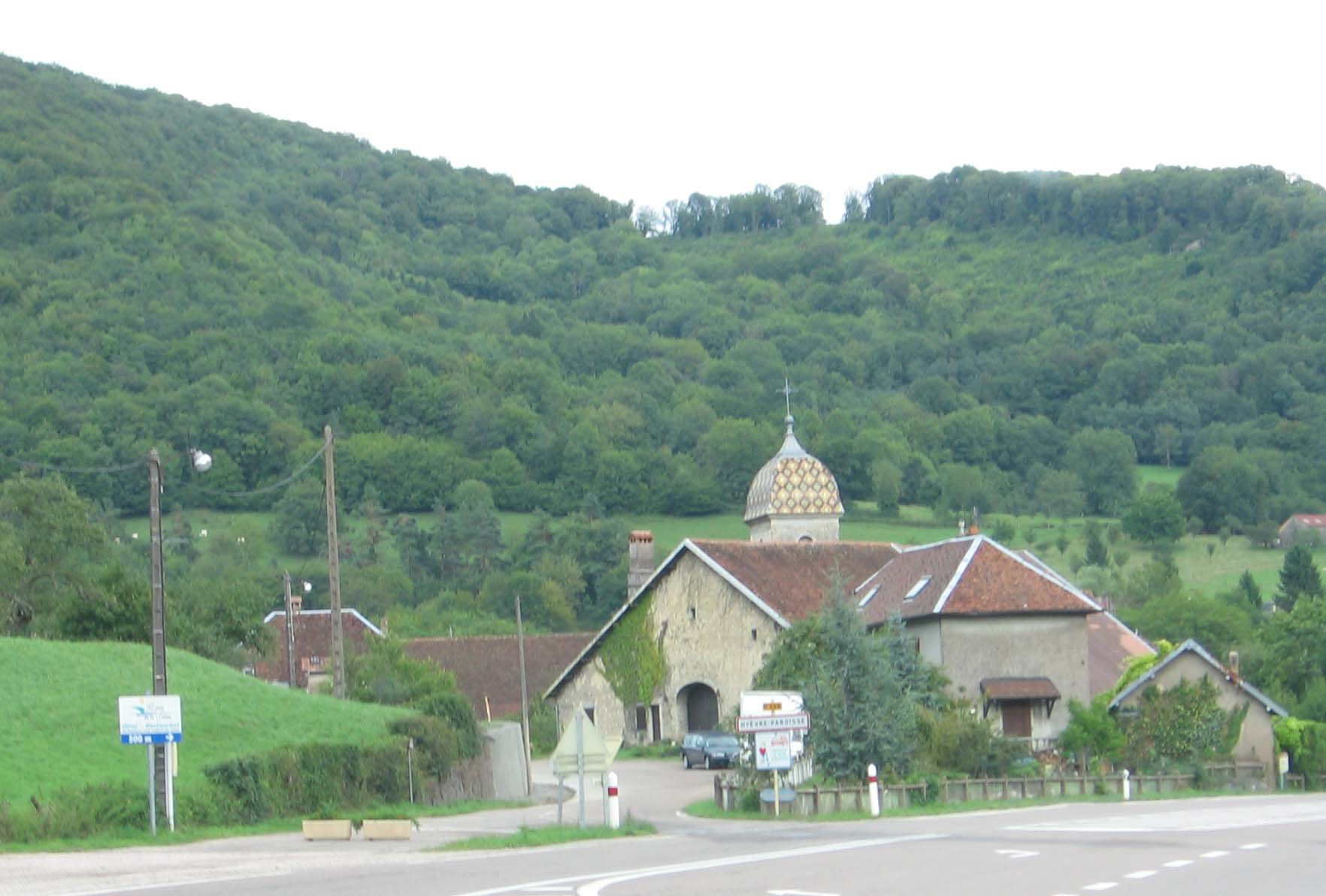

Remarque : 

#### Hyèvre-Magny
Attitude : 267 mètres
Population : 80 habitants.
Information : Hyèvre-Magny est un village de 80 habitants, le défaut de ce village est que la commune du Doubs est souvent inondé par les crues du Doubs (rivière).

#### Pont-les-Moulins
Attitude : 269 mètres
Population : 175 habitants.
Information : Pont-les-Moulins est une commune du Doubs qui se situe à quelques kilomètres de Baume-les-Dames, l'église Saint-Claude (qui n'est pas monument historique) faisait partie de la paroisse de Villers-Saint-Martin.

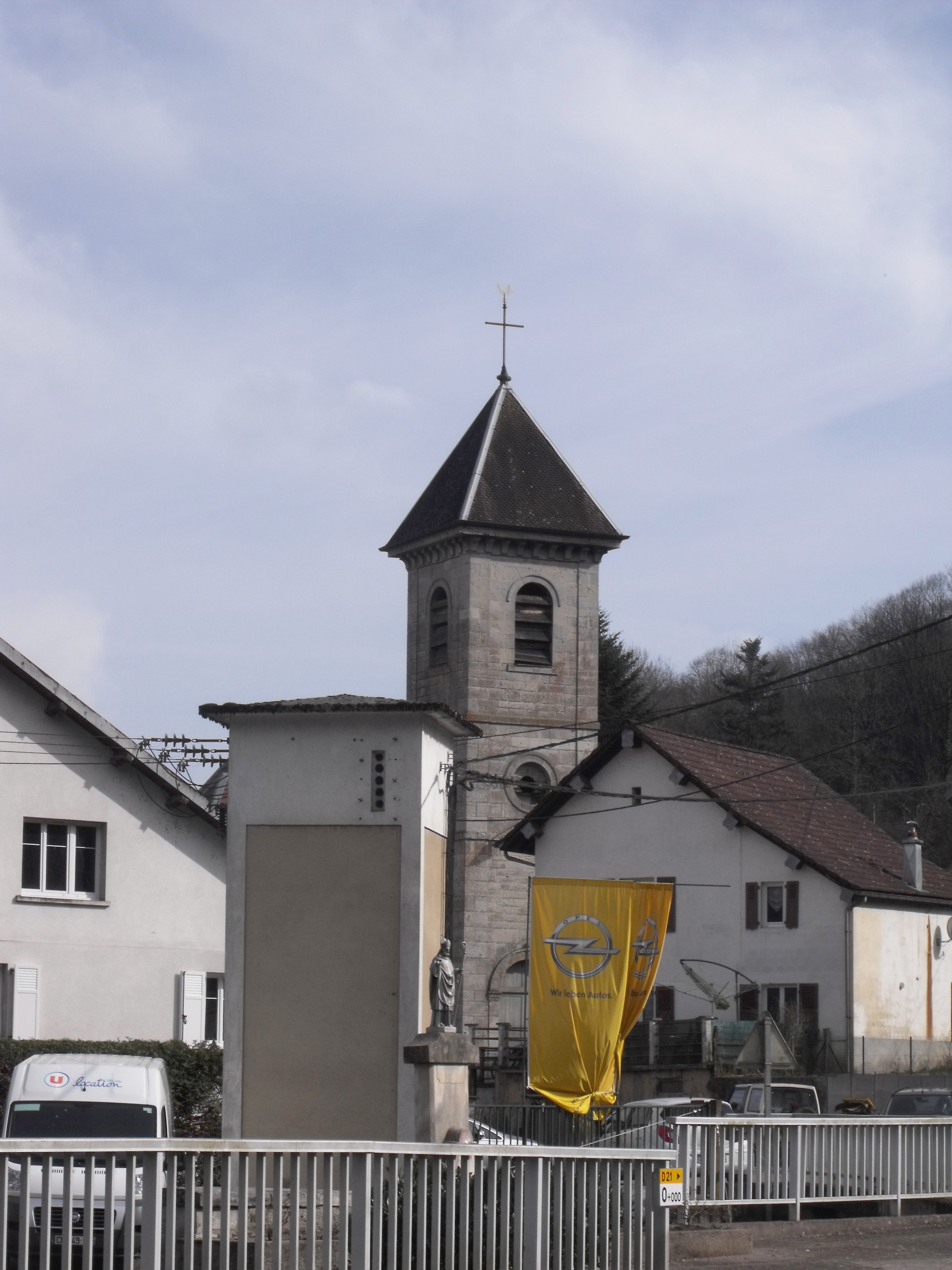

#### Ougney-Douvot
Attitude : 255 mètres
Population : 208 habitants.
Information : Ougney-Douvot commune de plus de 200 âmes douvotais, le village d'Ougney-Douvot est marqué en 1818 par un rattachement des trois lieux-dits (autrement-dit : les Trois Ougney) la fusion a été officialisée le 1er jour de l'année 1819 par l'ordonnance royale.

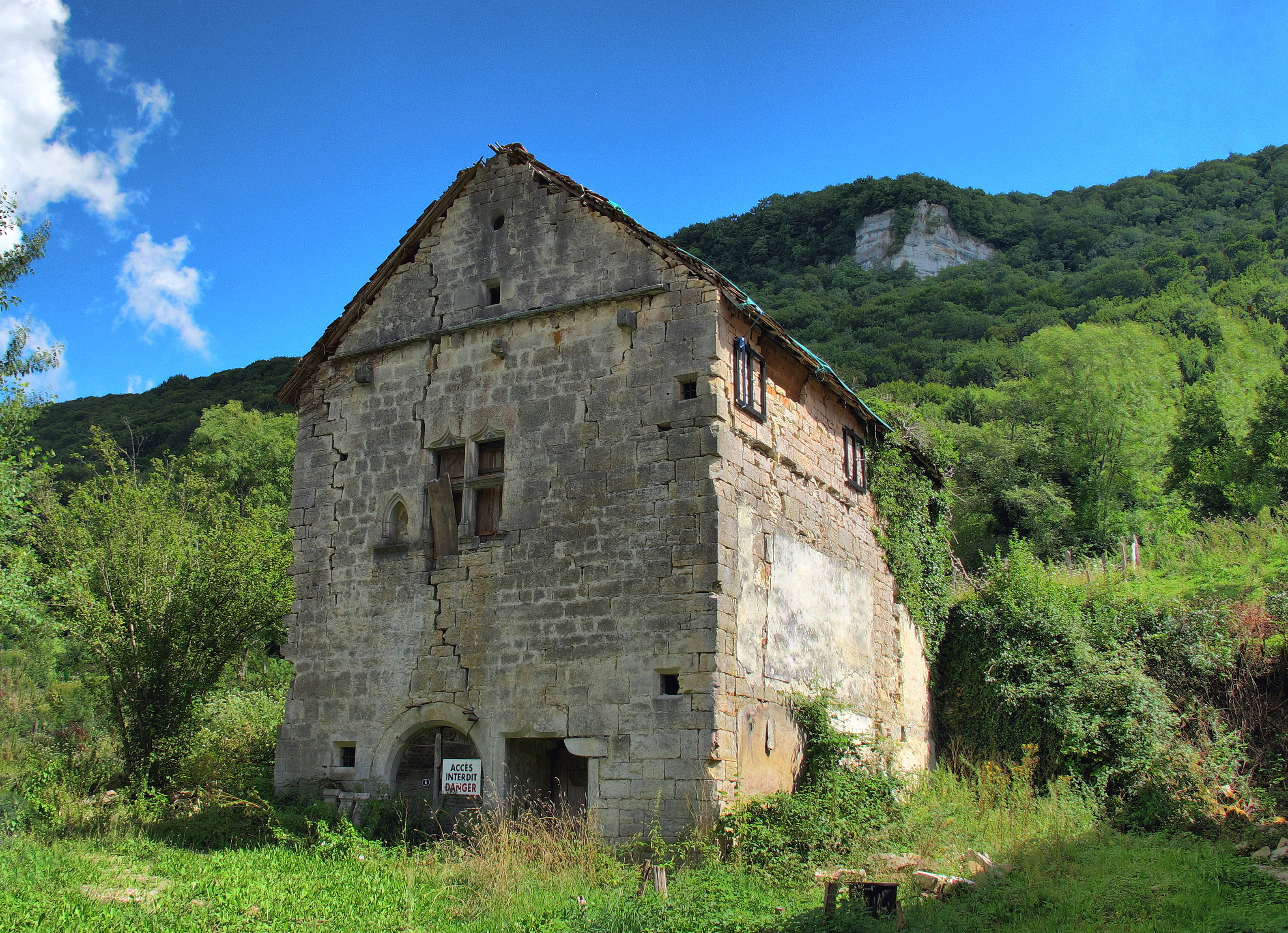

- Le Petit Roulans

#### Deluz
Attitude : 247 mètres
Population : 628 habitants.
Information : Le village de Deluz peuplé de plus de 600 habitants est perdu dans une belle vallée du massif du Jura.

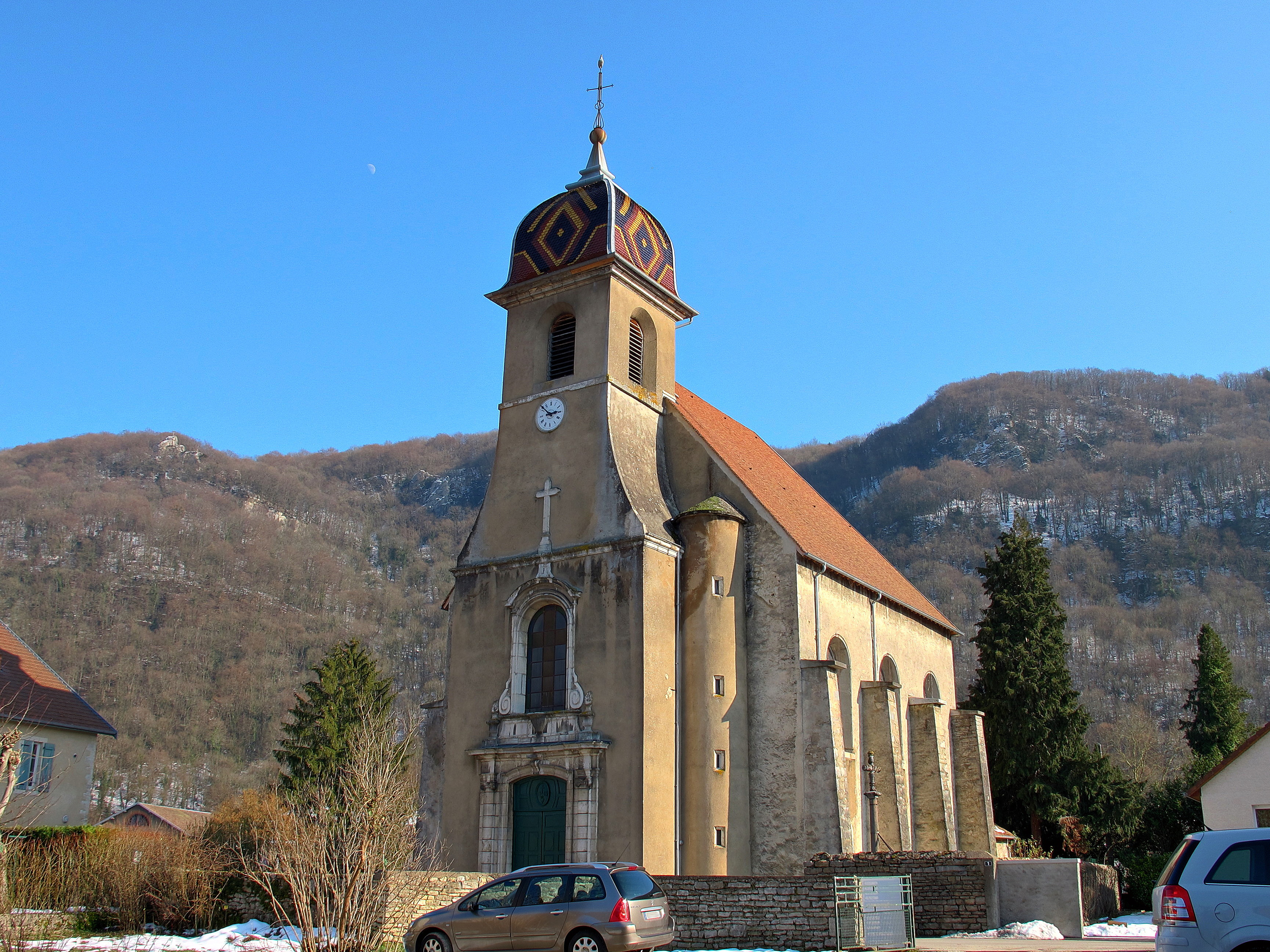

#### Vaire-le-Petit
Attitude : 249 mètres
Population : 216 habitants.
Information : Le village de Vaire-le-Petit de 216 habitants, le village de Vaire-le-Petit est composé d'une ancienne tuilerie qui fait vivre un patrimoine local accompagné d'une animation sociale, culturelle, artistique et solidaire.

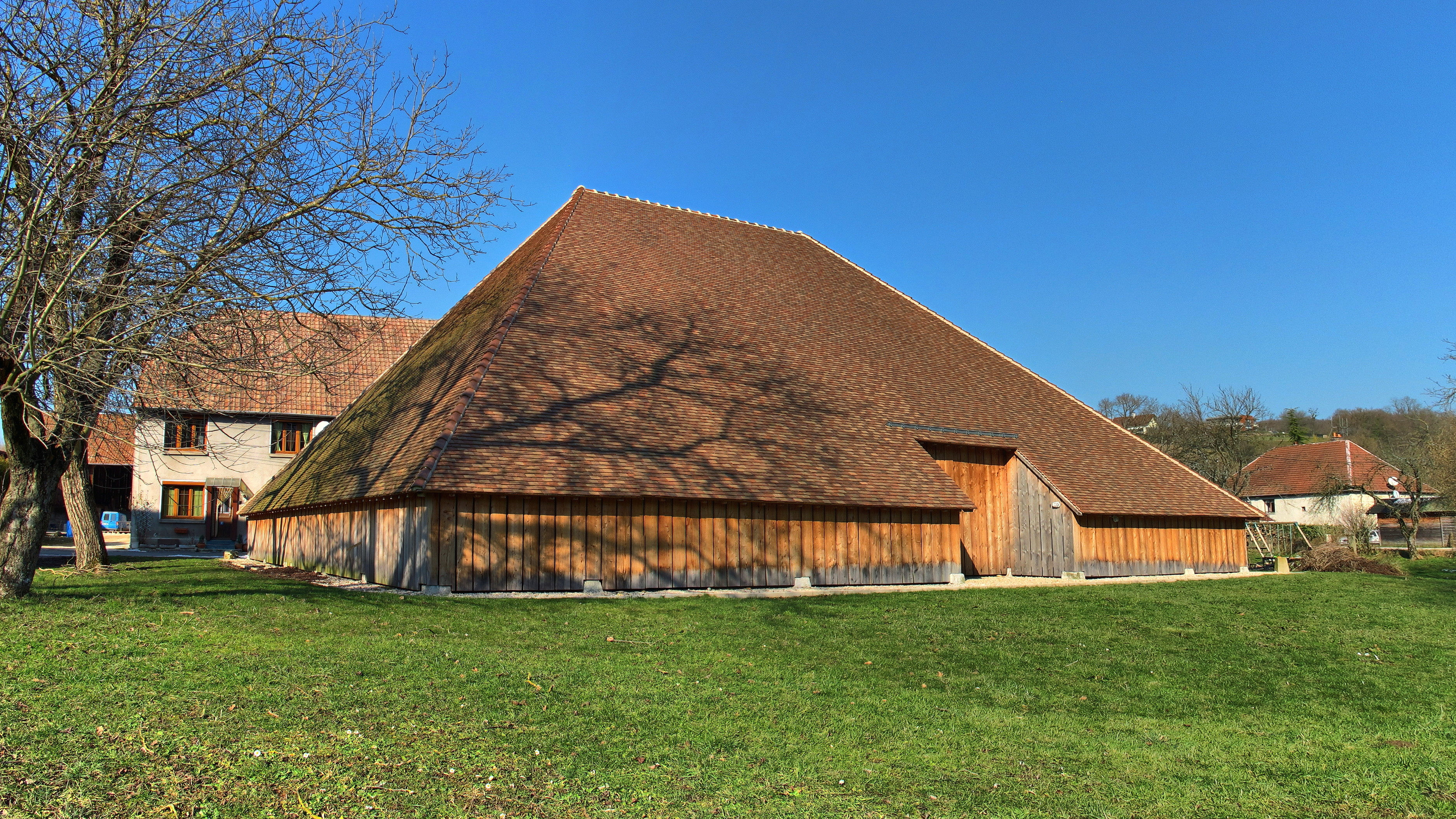

Remarque : 
- Arcier

#### Montfaucon
Attitude : 240 mètres
Population : 1496 habitants.
Information : Cette grande commune qui est située non loin de Besançon (8 km), Montfaucon est un village qui comprend des monuments tels que le château de Montfaucon ou encore l'église de la Nativité de Notre-Dame de Montfaucon.

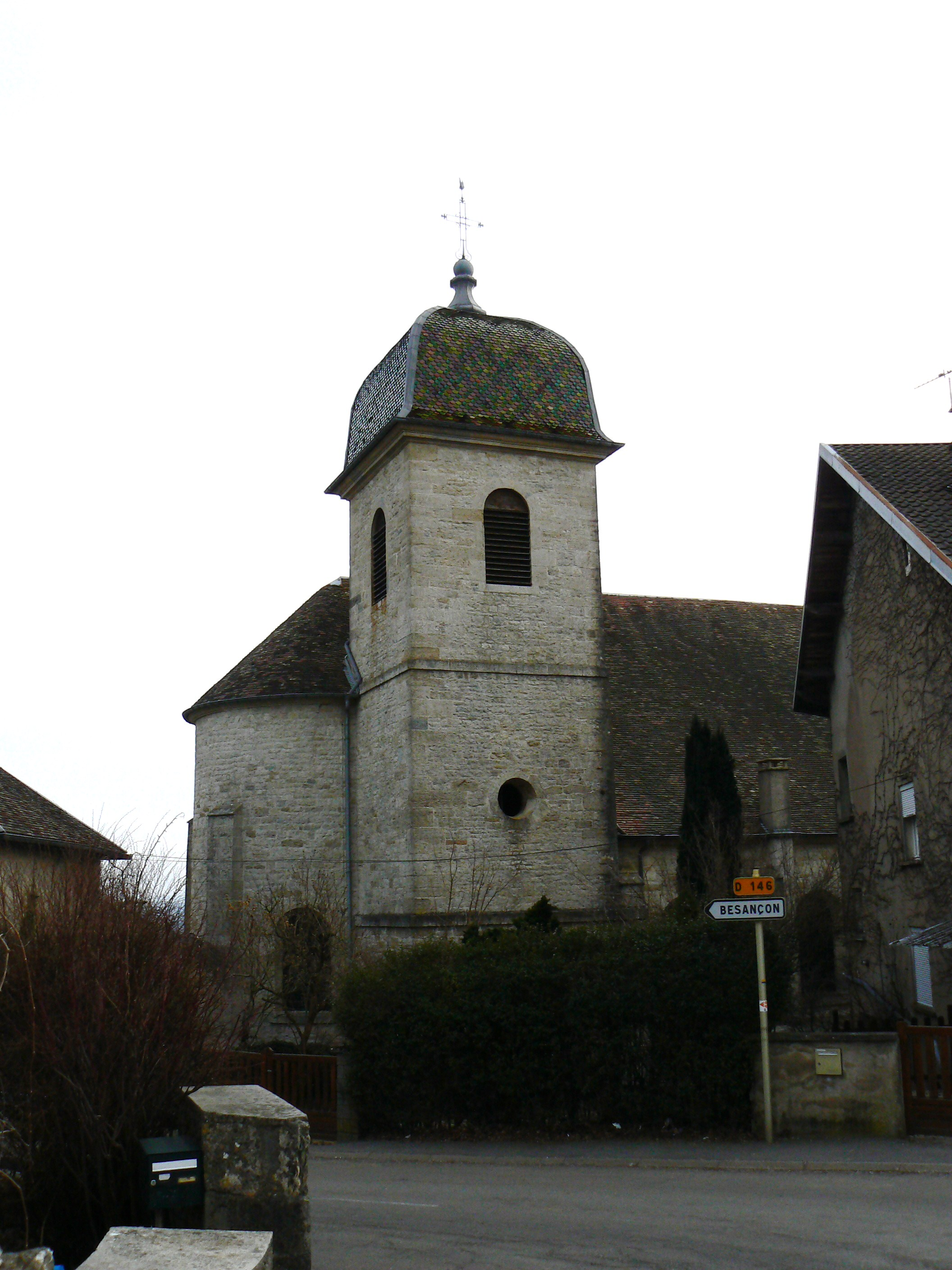

Remarque :  

#### Morre
Attitude : 245 mètres
Population : 1 337 habitants.
Information : La commune de Morre est peuplée de 1337 âmes morriers. La commune comporte un sanctuaire de Notre-Dame de la Libération.

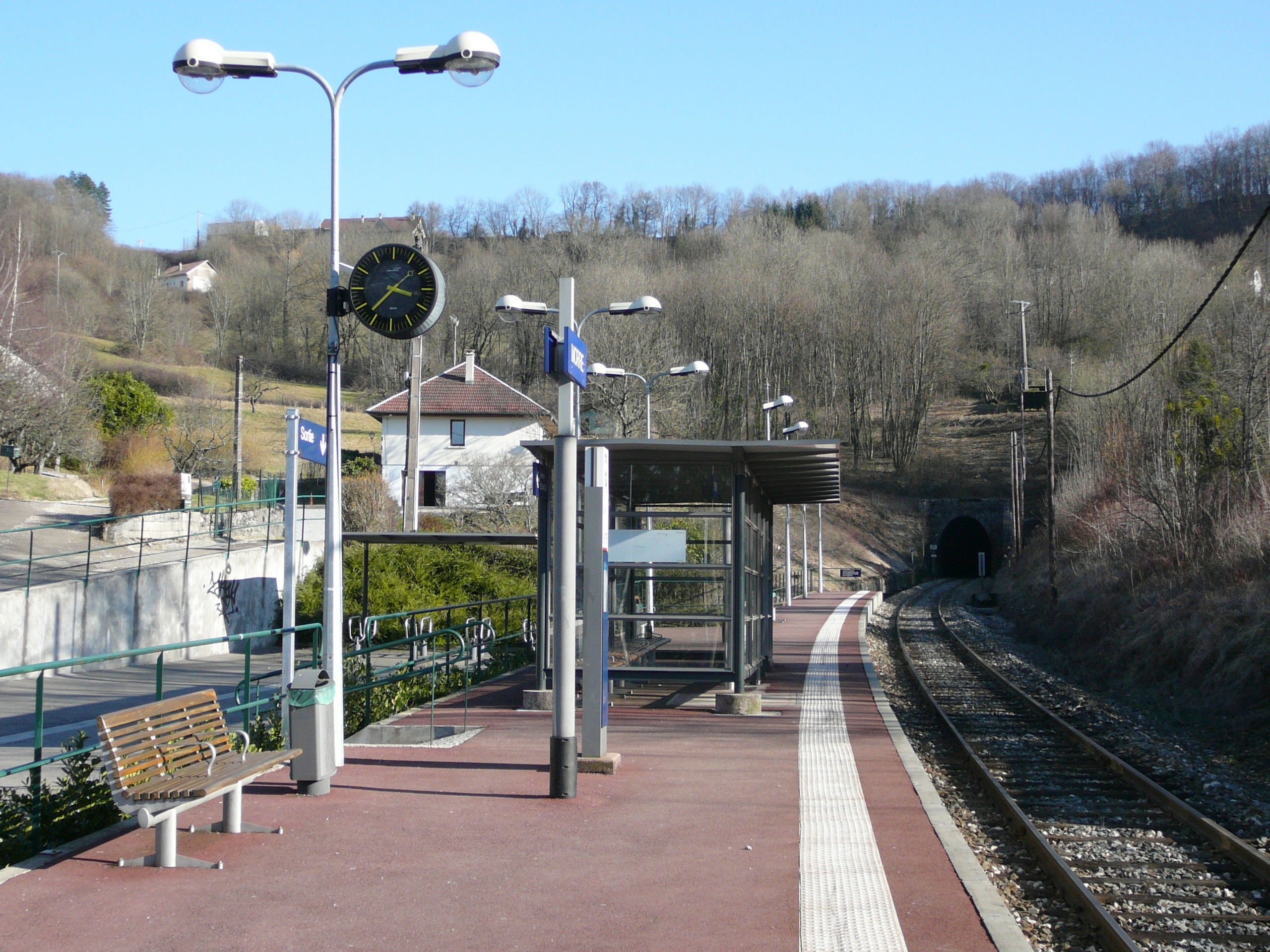

Remarque : 

#### Beure
Attitude : 234 mètres
Population : 1 359 habitants.
Information : Beure est un village de 1359 habitants qui se situe dans l'agglomération de Besançon, le village de Beure comporte un musée, le musée des Armées Lucien-Roy.

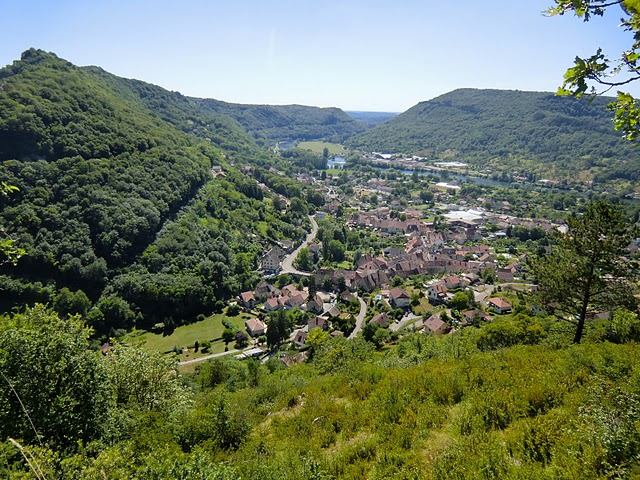

Remarque : 

#### Boussières
Attitude : 220 mètres
Population : 1 086 habitants.
Information : Boussières est une commune de 1086 habitants, l'église Saint-Étienne qui se situe dans le village de Boussières est classé monument historique.
Remarque :  

#### Quingey
Attitude : 259 mètres
Population : 1 366 habitants.
Information : Quingey est une commune de 1366 habitants, Quingey est connu pour son château, le château comtal de Quingey construit par Calixte II. Ce château est inscrit monument historique en 1991.
Remarque : 
- Cessey

#### Bartherans
Attitude : 408 mètres
Population : 48 habitants.
Information : Bartherans est un village de moins de 50 habitants, le château de Bartherans qui date du XVIIe siècle est classé monument historique.

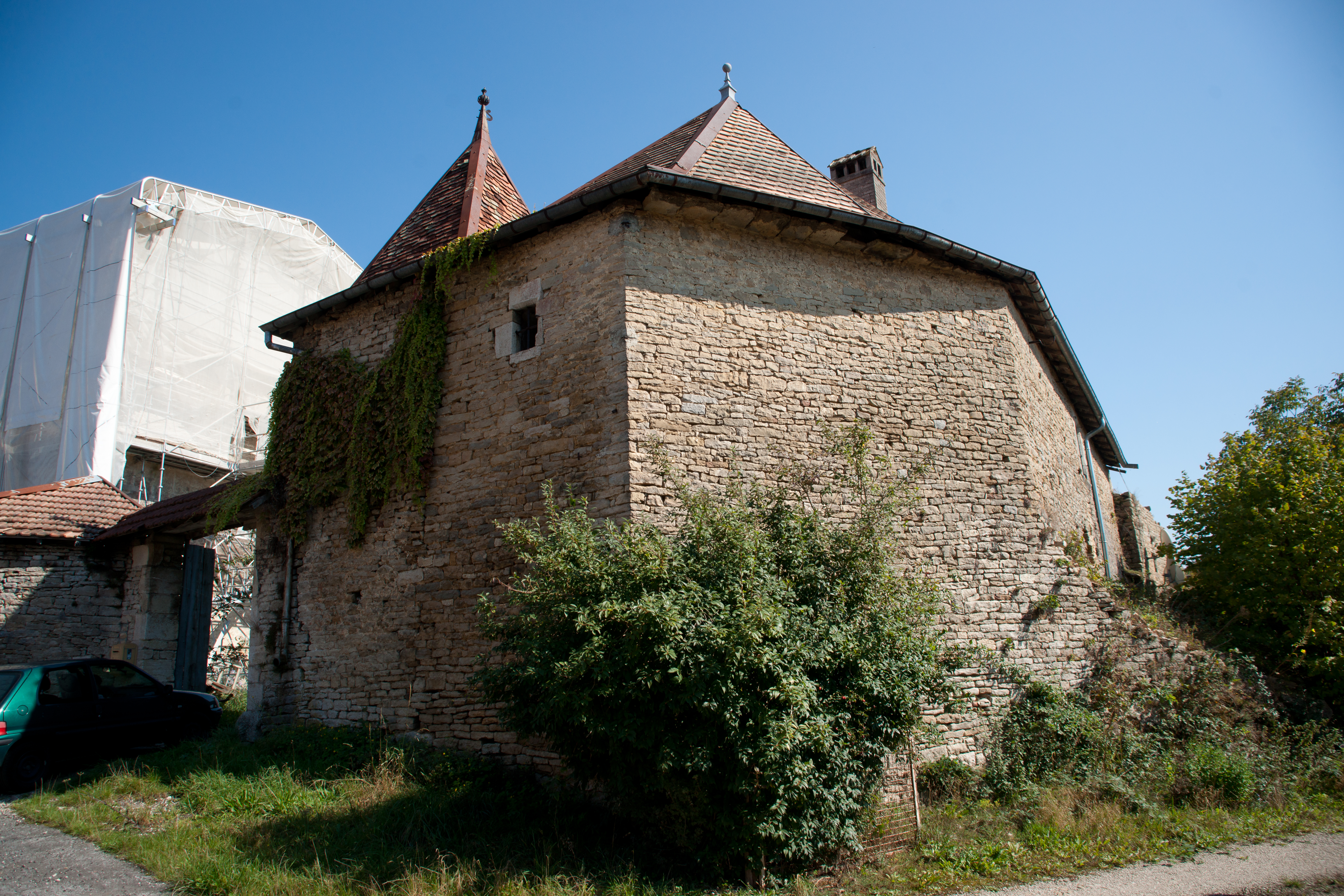

Remarque : 

#### Myon
Attitude : 309 mètres
Population : 194 habitants.
Information : Myon est une commune du Doubs qui se situe dans la plaine de la plaine de la Saône, la commune de Myon comporte des monuments : le calvaire de Saint-Aurélie et le tableau du Le Gour de Conche peint par Gustave Courbet.

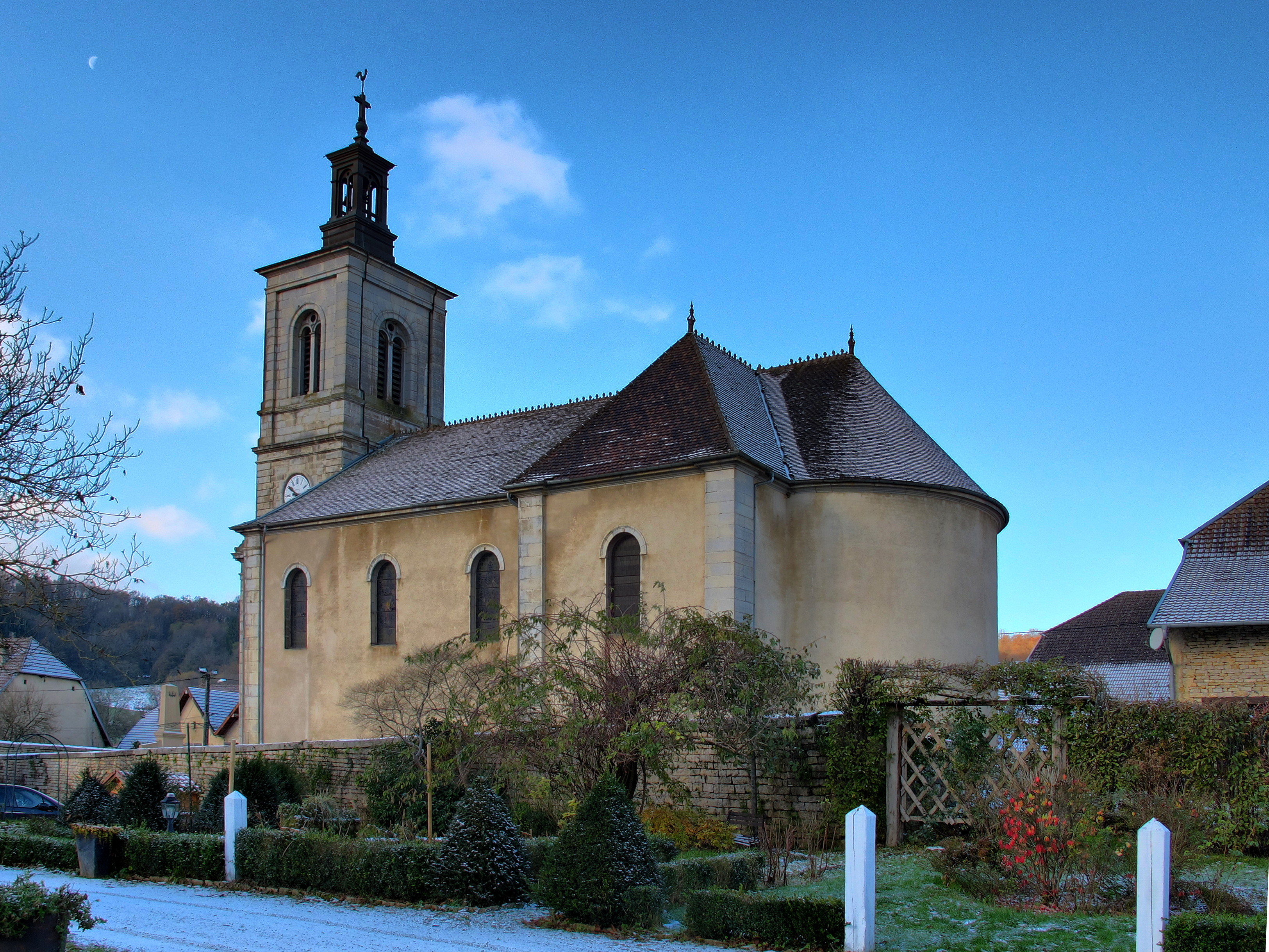

### Dans le Jura
- Clucy

#### Salins-les-Bains
Altitude : 284 mètres
Population : 2 801 habitants.
Information : Salins-les-Bains est une ville (commune) du Jura qui compte pas moins de 3 000 habitants, la ville de Salins-les-Bains est chargée d'histoire tout comme les Salines de Salins-les-Bains. En savoir plus des monuments de Salins-les-Bains : Liste des monuments historiques de Salins-les-Bains.

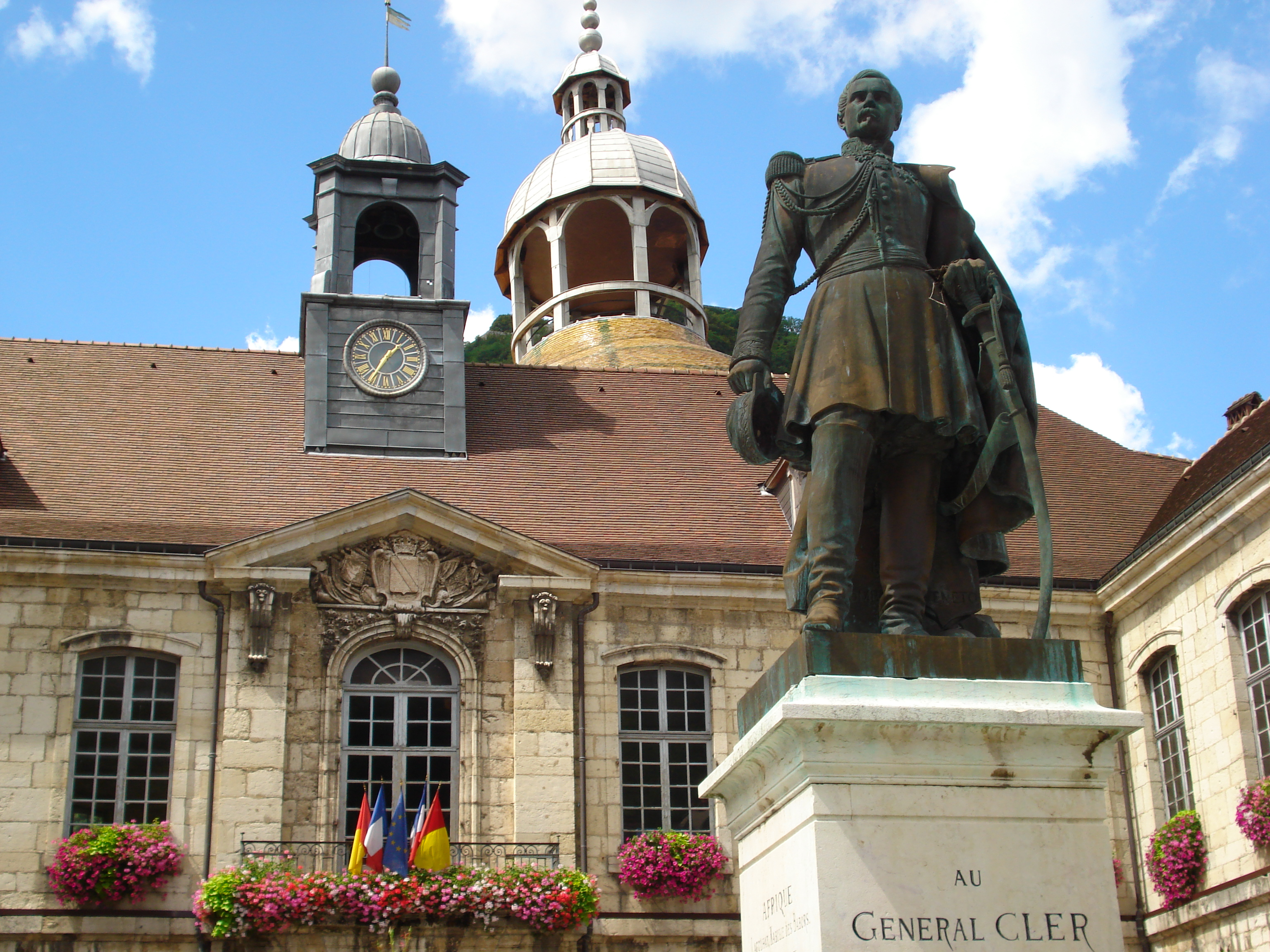
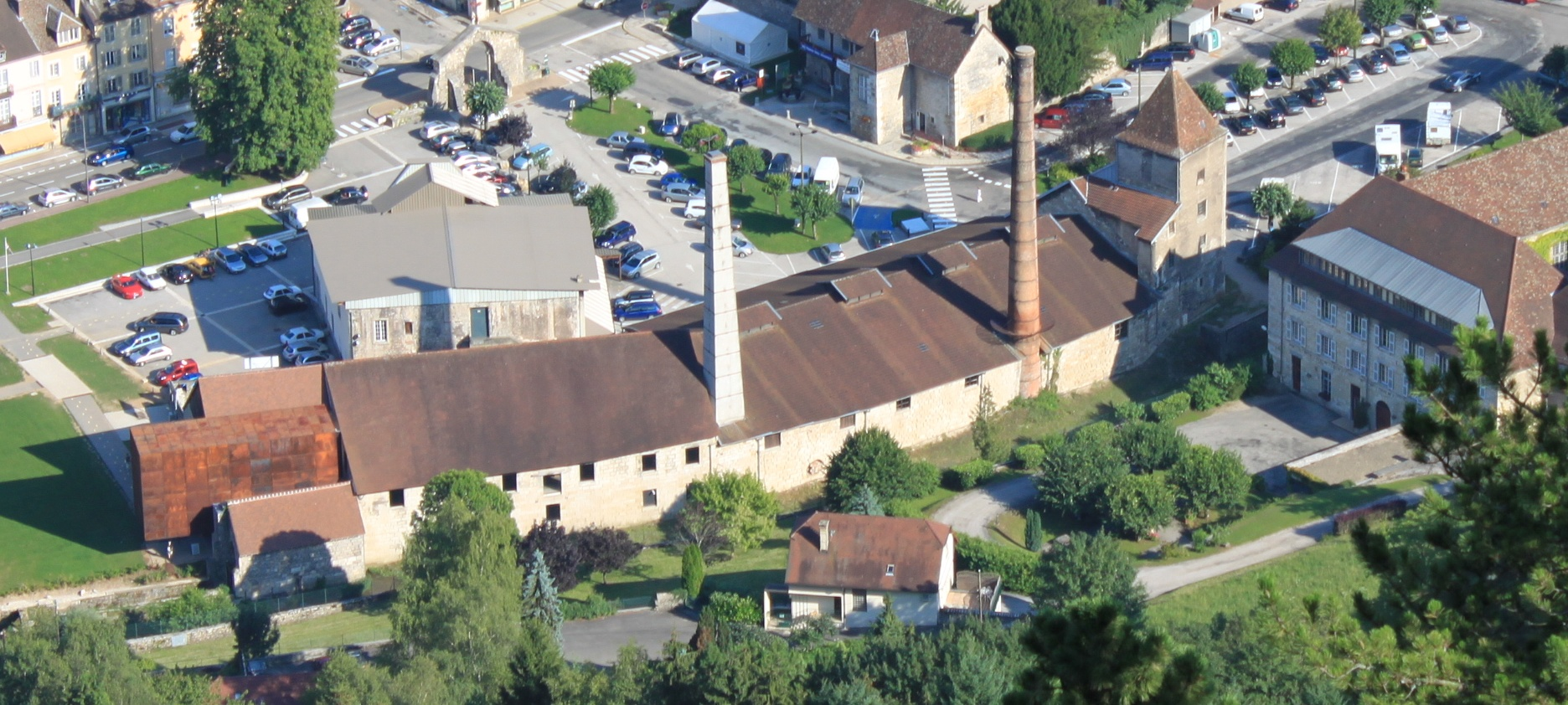

Remarque :     

#### Pretin
Altitude : 346 mètres
Population : 63 habitants.
Information : Pretin est une commune de 63 habitants qui se situe à quelques kilomètres de Salins-les-Bains, le village de Pretin est animée par une foire régionale qui marque l'histoire du Moyen Âge.

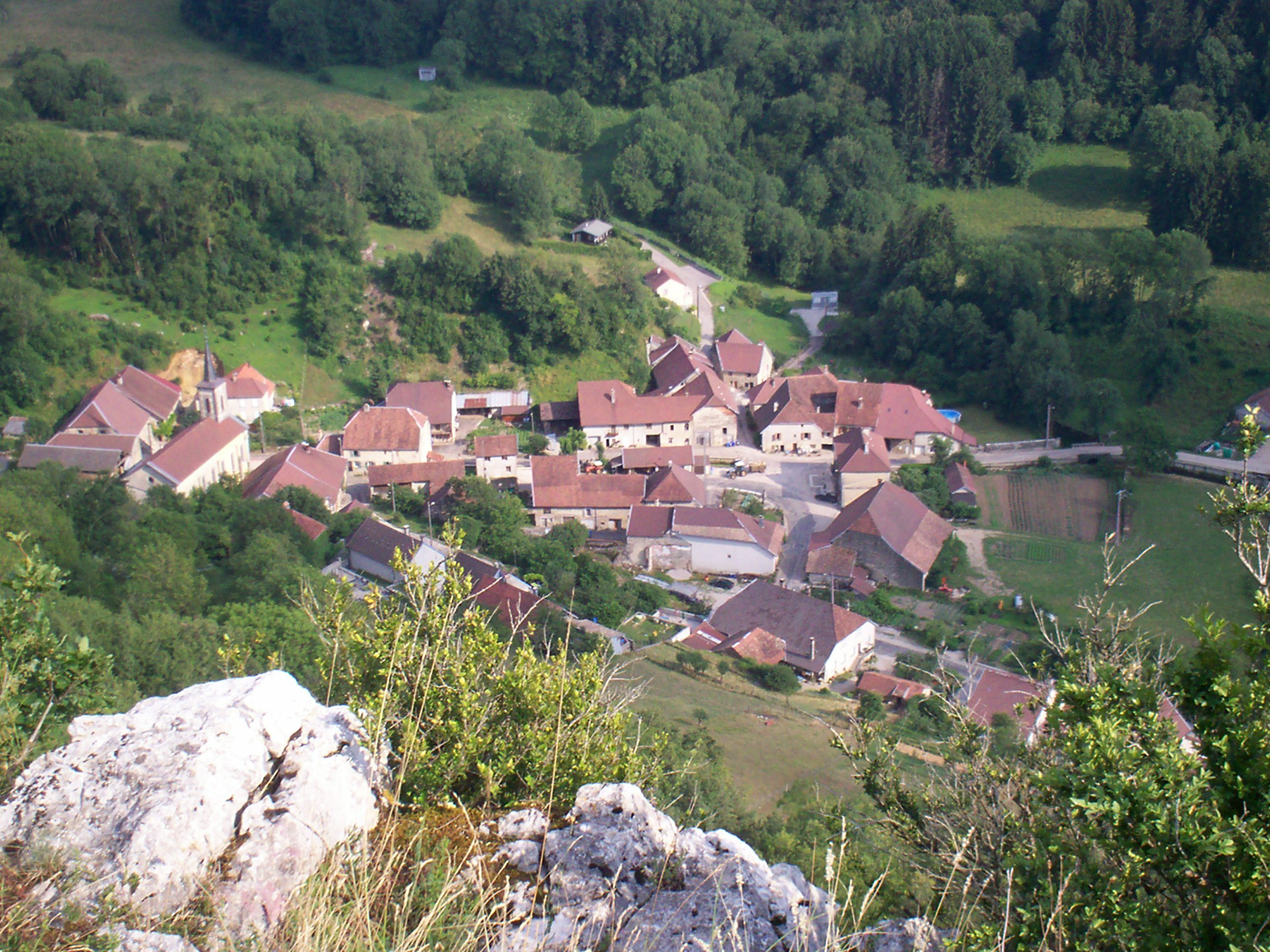

Remarque :   

#### Montigny-lès-Arsures
Altitude : 254 mètres
Population : 272 habitants.
Information : Montigny-lès-Arsures est un village de près de 300 habitants, la commune comporte quelques monuments historiques : Église de Saint-Grégoire-le-Grand, et le château de Sainte-Marie, tous 2 sont inscrits monuments historiques.

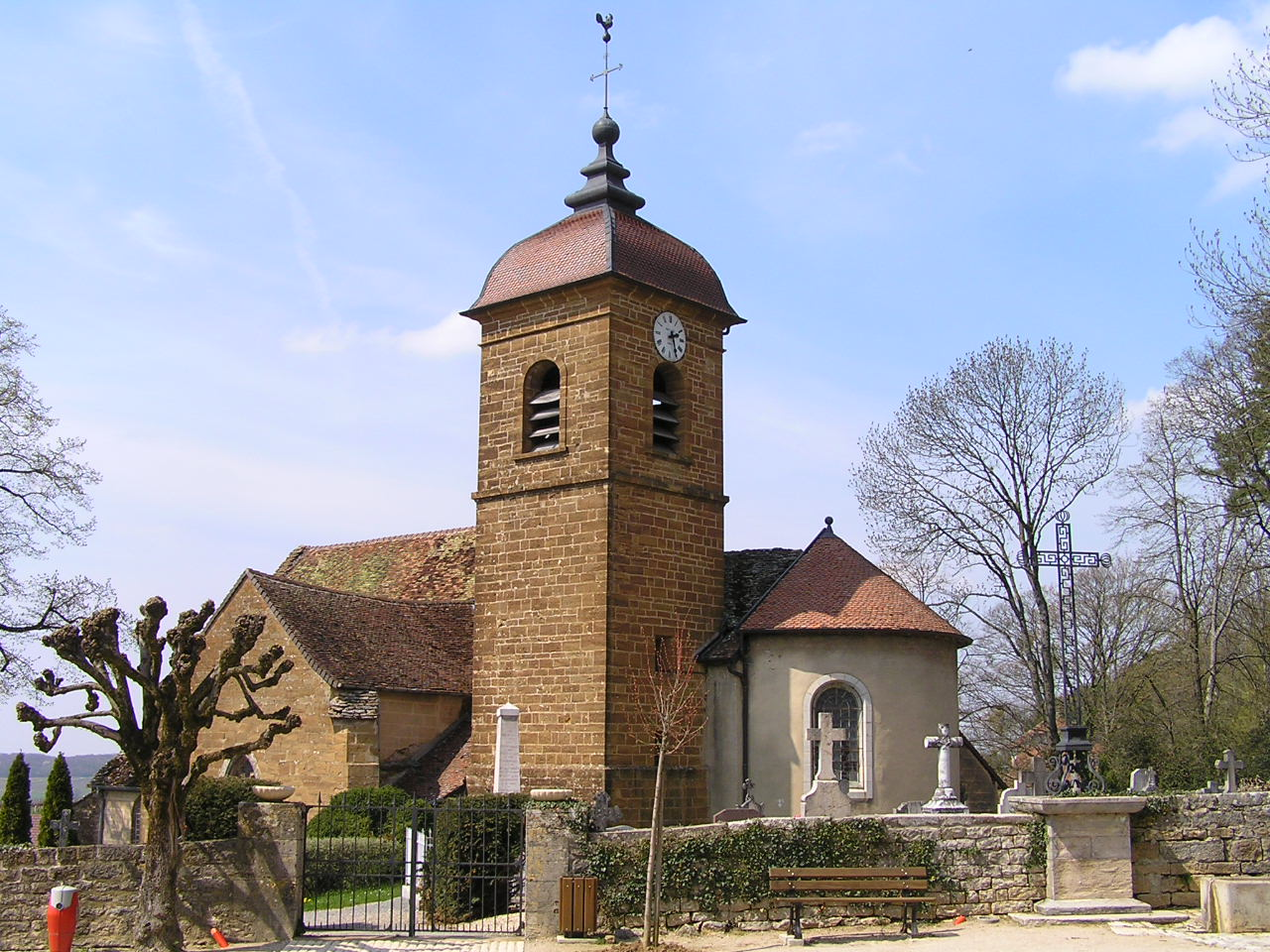

Remarque :   

#### Arbois

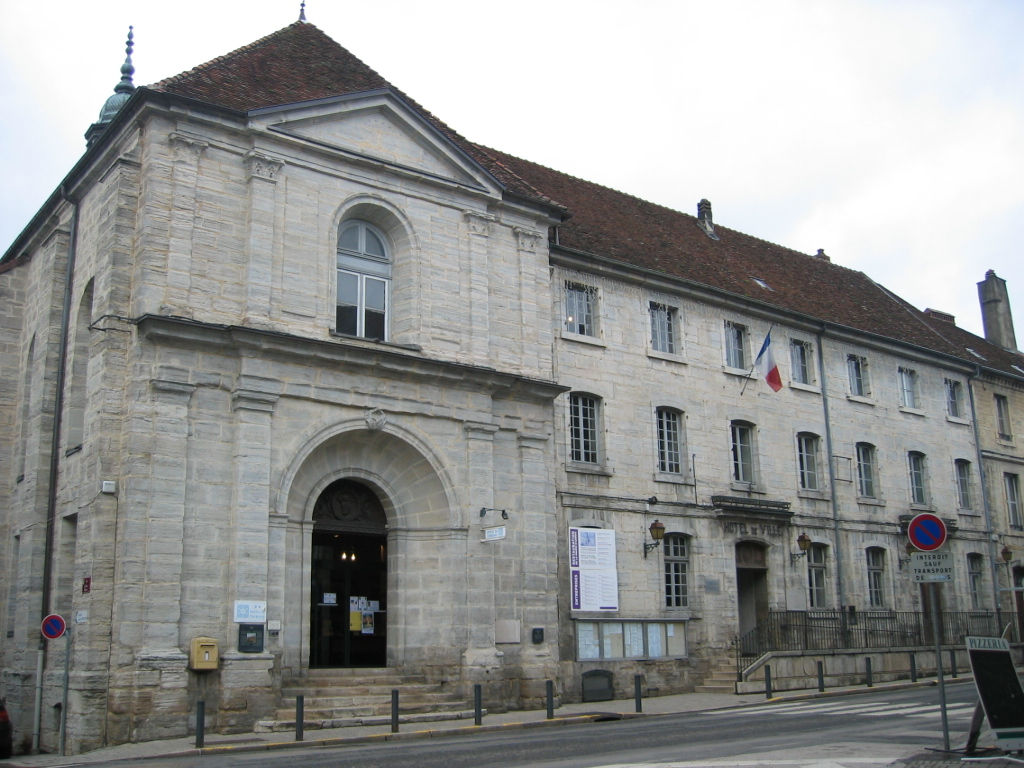

Altitude : 246 mètres
Population : 3 537 habitants.
Information : Arbois est une grande commune de 3537 habitants, le village d'Arbois est chargé de château classé ou inscrit monument historique : Château Bontemps, Château Pécauld, etc.
Remarque :        
 Mesnay

  Les Planches-près-Arbois

#### Pupillin
Altitude : 283 mètres
Population : 247 habitants.
Information : Pupillin est un village de 247 habitants, la commune de Pupillin comporte des ruines d'un fanum gallo-romain qui est inscrit monument historique.

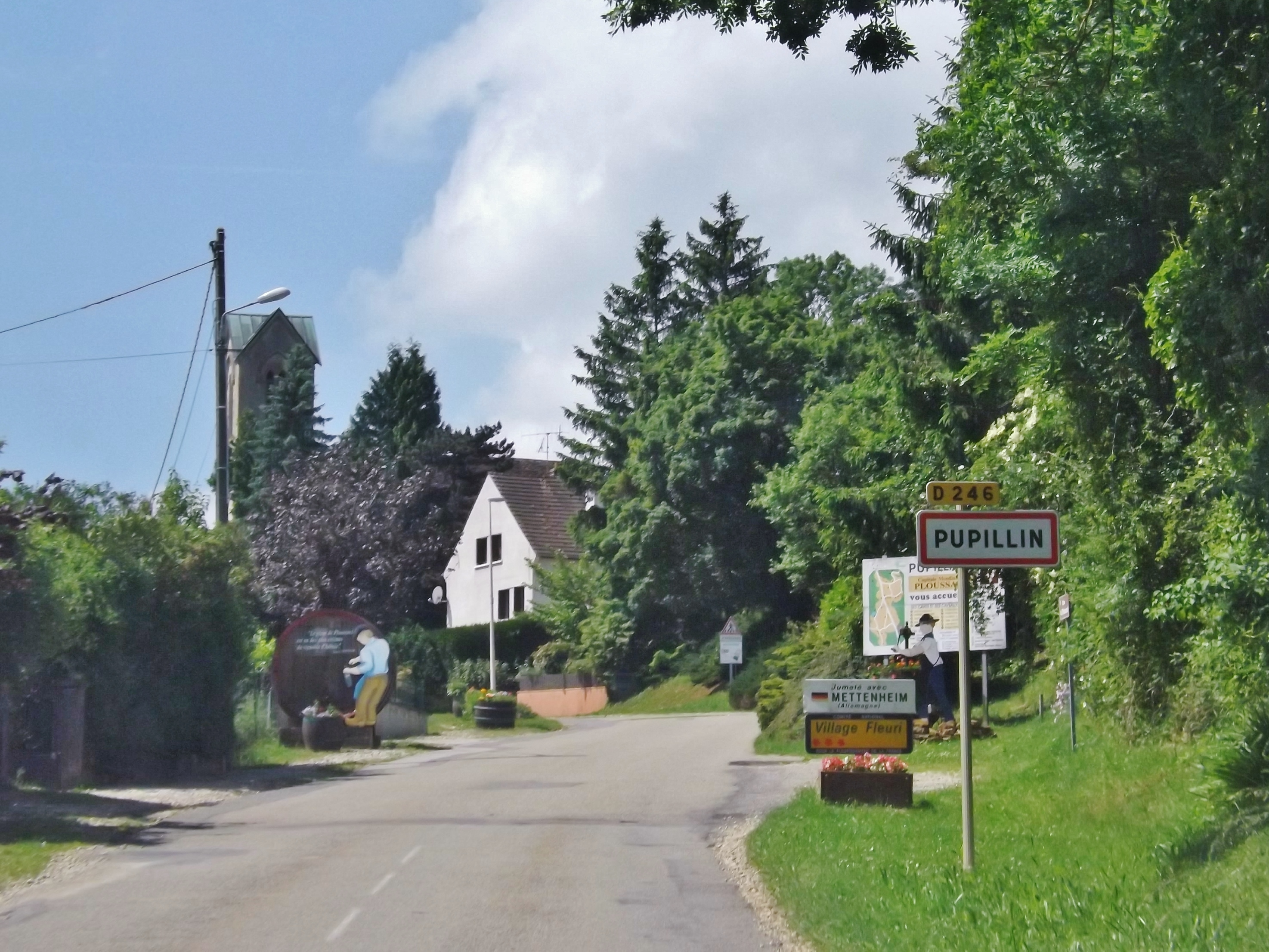

Remarque :   

#### Poligny

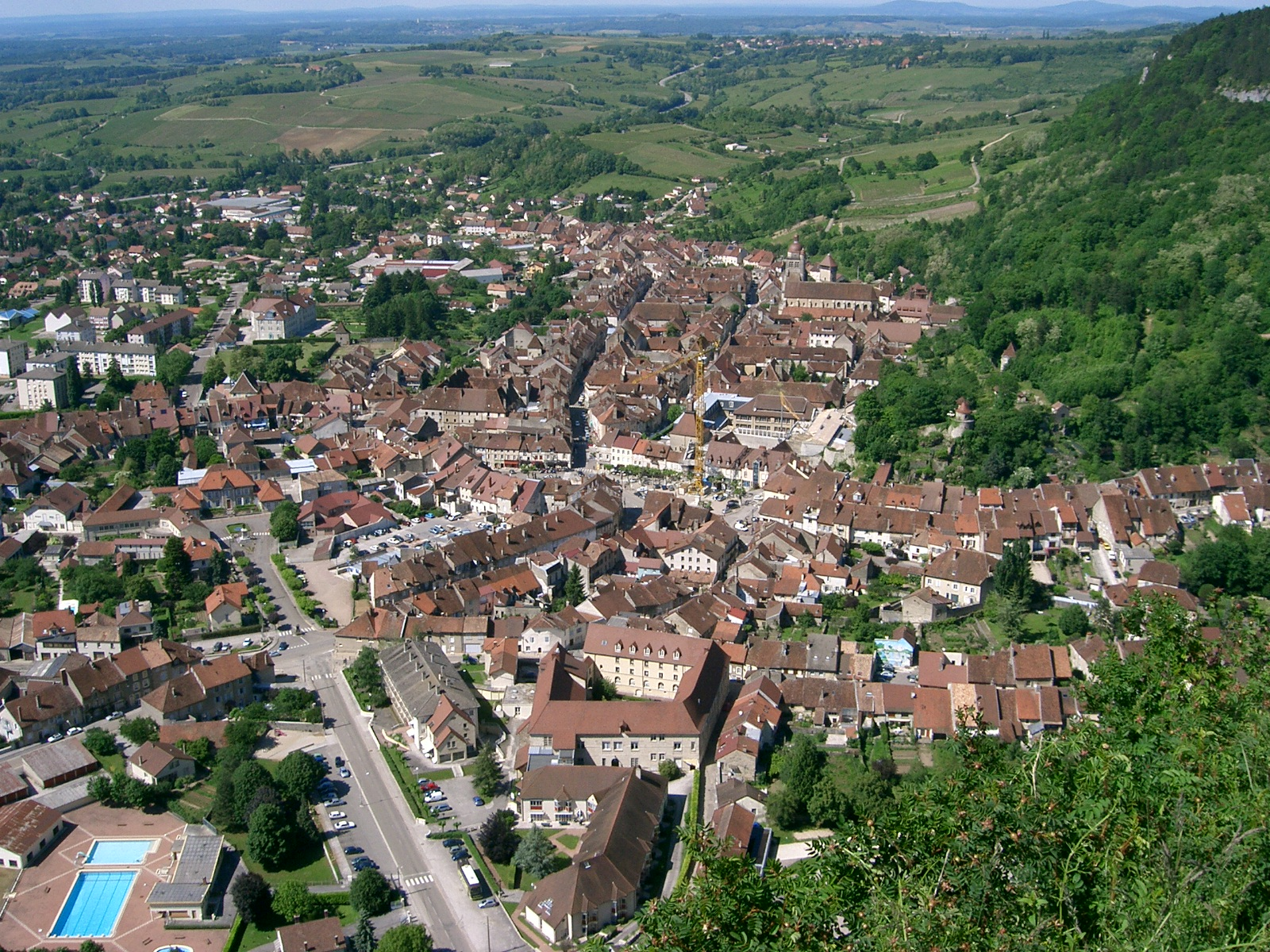

Altitude : 252 mètres
Population : 4 158 habitants.
Information : Poligny est une ville du Jura qui compte 4 158 habitants, les monuments qui se situent à Poligny sont classés et/ou inscrits monument historique telle que l'Église Notre-Dame de Mouthier-le-Vieillard.
Remarque :        
- Vaux-sur-Poligny
- Miéry
- Passenans
- Menétru-le-Vignoble
- Château-Chalon
- Blois-sur-Seille
- Granges-sur-Baume

#### Baume-les-Messieurs

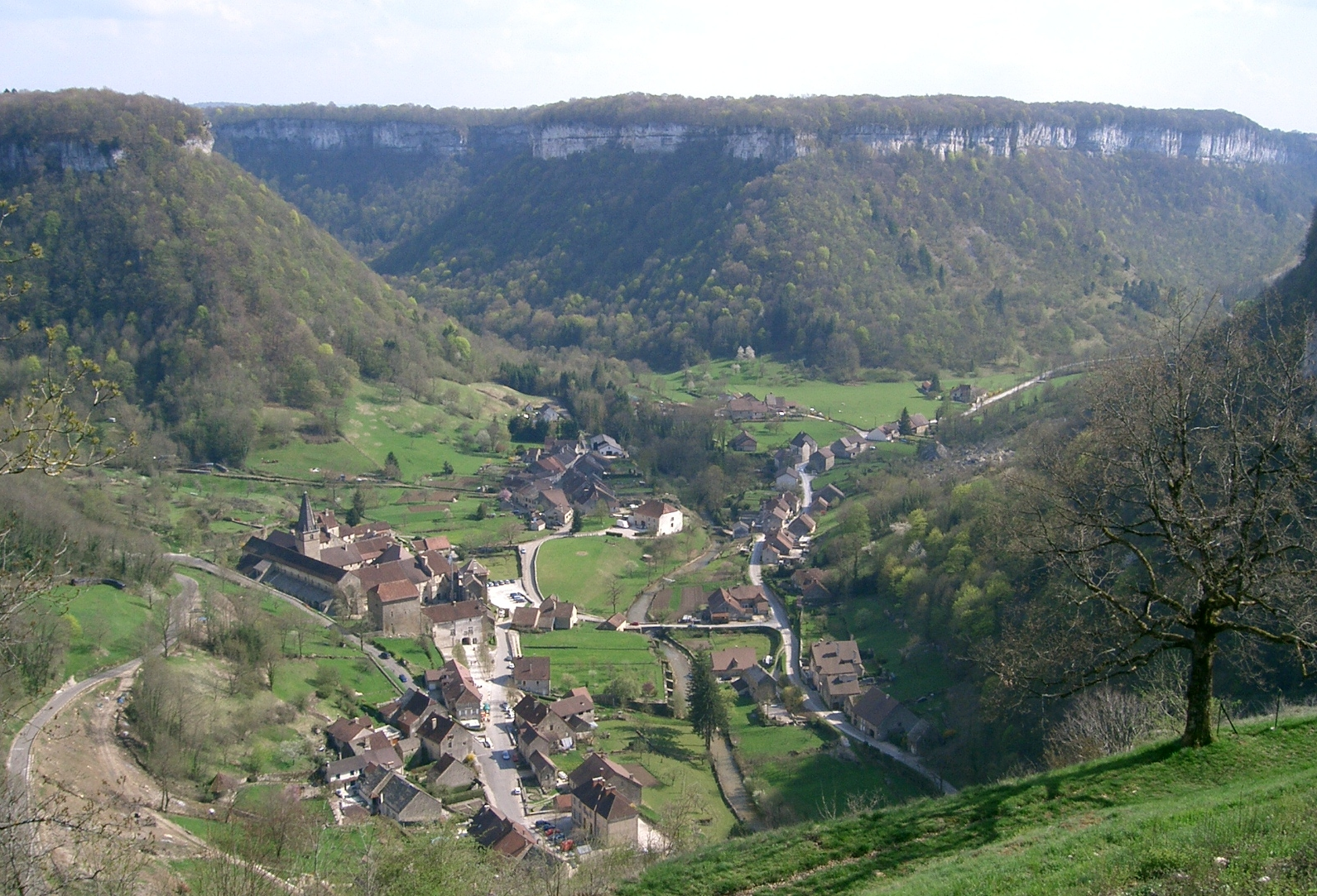

Altitude : 277 mètres
Population : 182 habitants.
Information : Baume-les-Messieurs est une commune du Jura qui compte 182 habitants, les monuments qui se situe à Baume-les-Messieurs sont classés monument historique telle que l'abbaye Saint-Pierre.
Remarque :      

#### Lavigny
Altitude : 275 mètres
Population : 370 habitants.
Information : Lavigny est une commune de 275 âmes lavinois, malheureusement le village lavinois n'a pas de monument historique par contre on peut reprocher son histoire qui marque l'histoire de Lavigny (Jura).

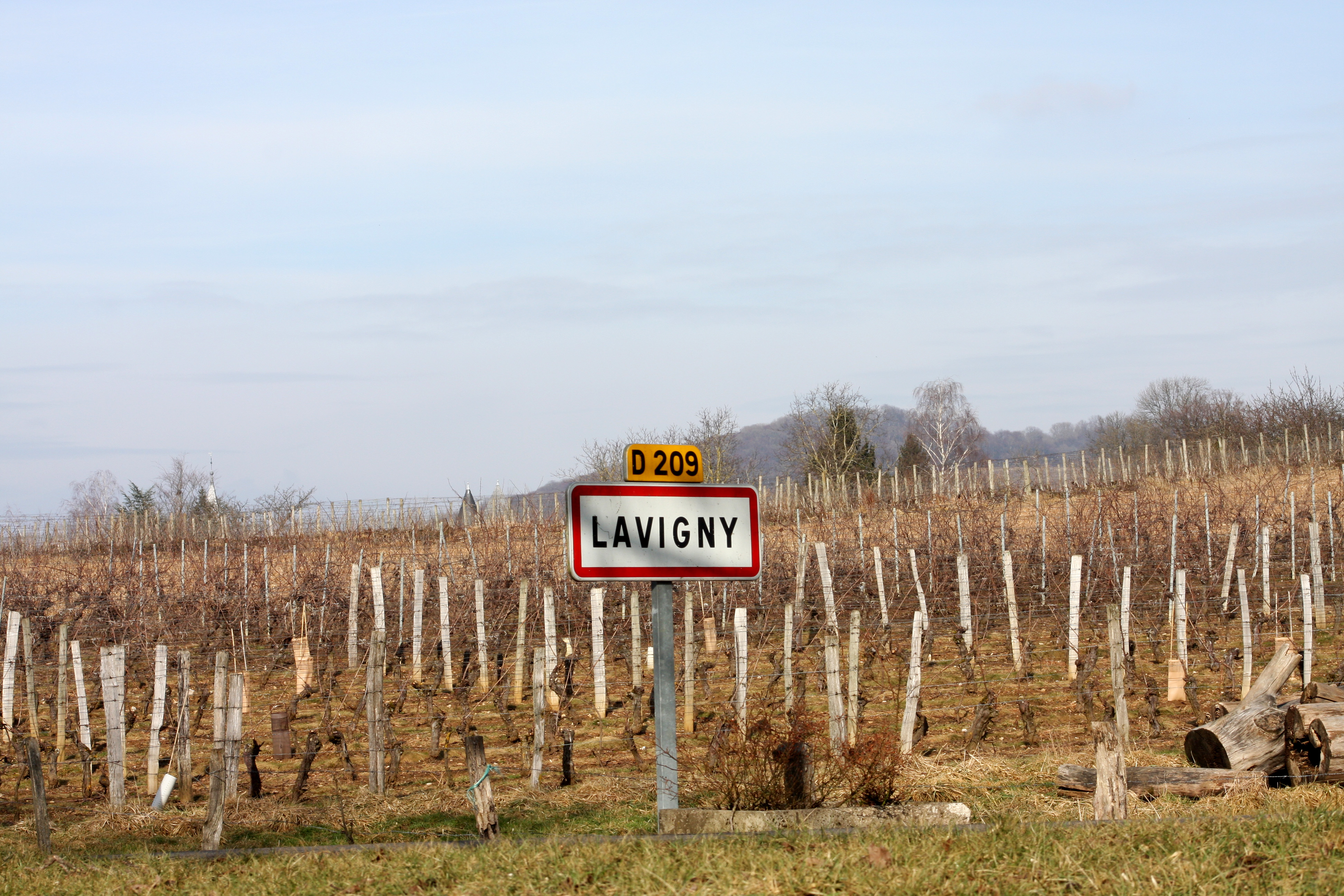

Remarque : 

#### Perrigny
Altitude : 271 mètres
Population : 1 536 habitants.
Information : Perrigny est une commune du Jura qui compte 1536 habitants, la commune de Perrigny se situe à quelques kilomètres de Lons-le-Saunier.

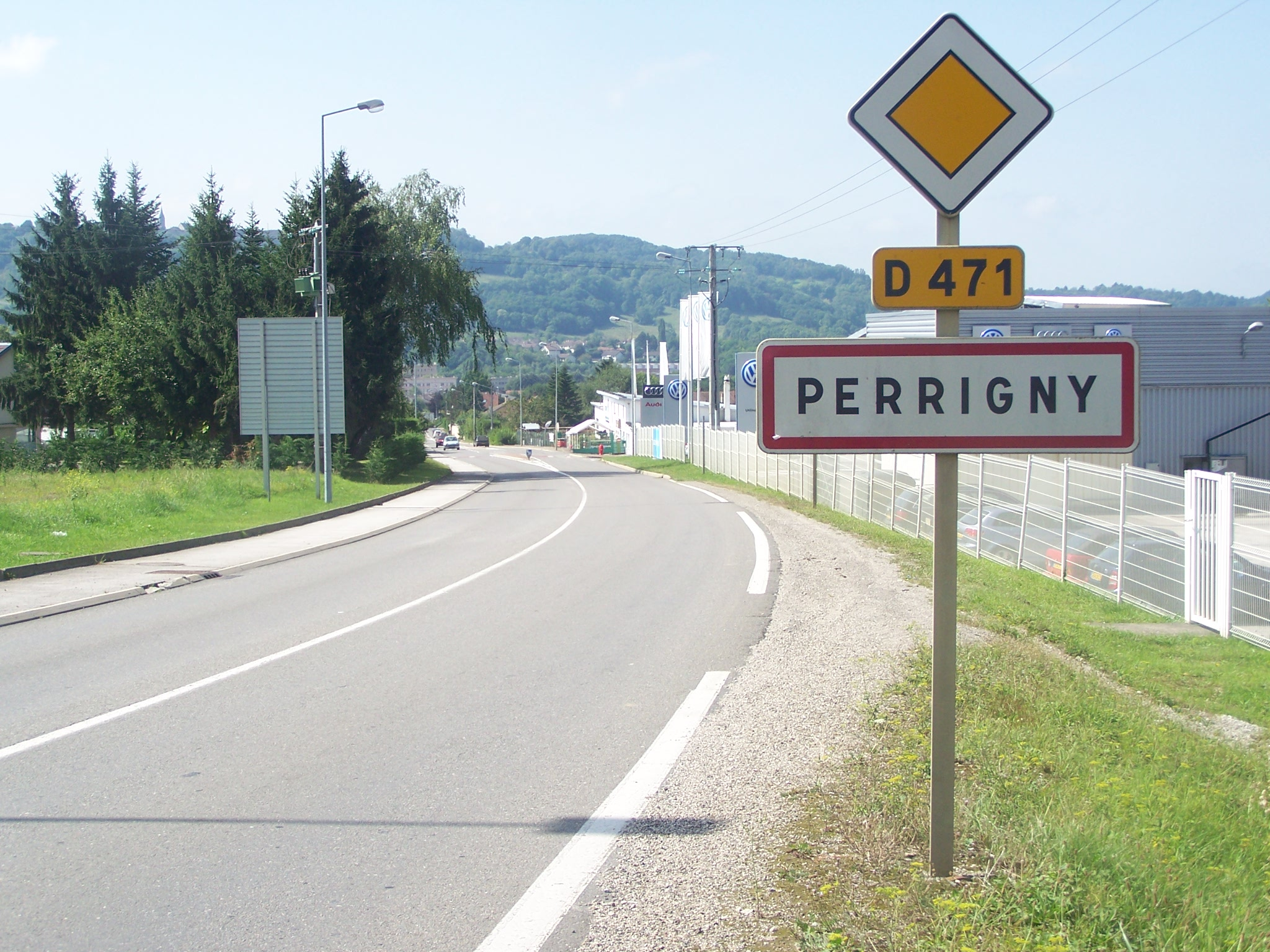

#### Publy
Altitude : 471 mètres
Population : 282 habitants.
Information : Publy est une commune qui culmine à 471 m d'altitude, Publy est réputé pour son château de Beauregard.

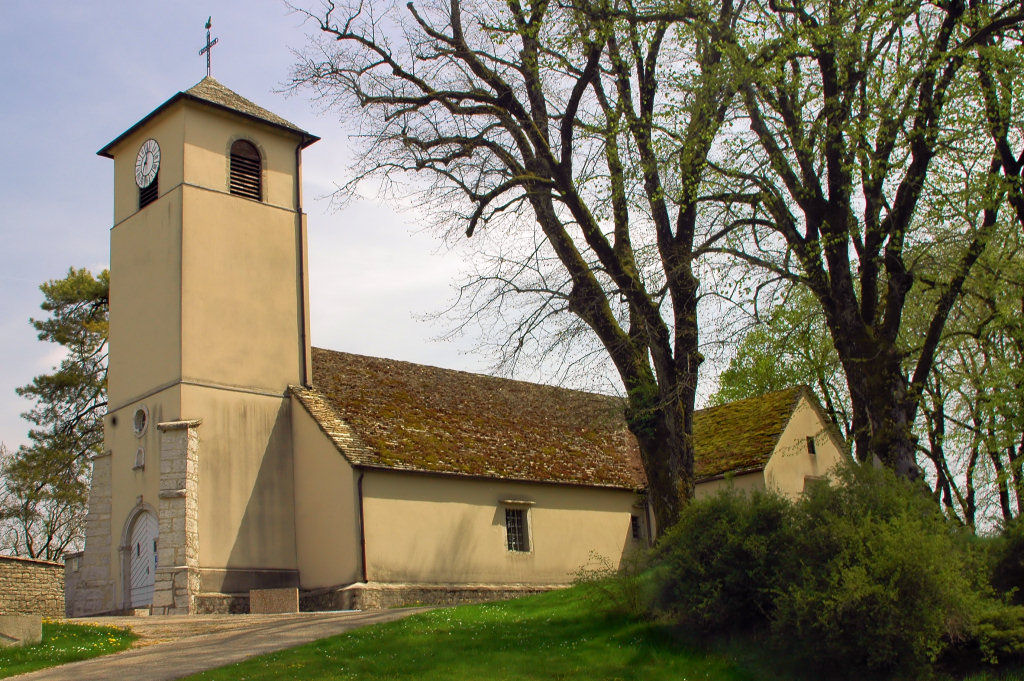

Remarque : 

#### Saint-Maur
Altitude : 525 mètres
Population : 224 habitants.
Information : Saint-Maur est une commune de 224 habitants, le village était desservi dans le temps par des Chemins de fer vicinaux du Jura qui reliait de Lons-le-Saunier jusqu'à Champagnole.
Remarque : 
- Vernantois

À proximité de Vernantois, se situe un terrain de golf, le Golf du Val de Sorne.

#### Montaigu
Altitude : 270 mètres
Population : 483 habitants.
Information : Montaigu est une commune de 483 habitants, grâce à son point haut, le village de Montaigu domine la ville de Lons-le-Saunier.

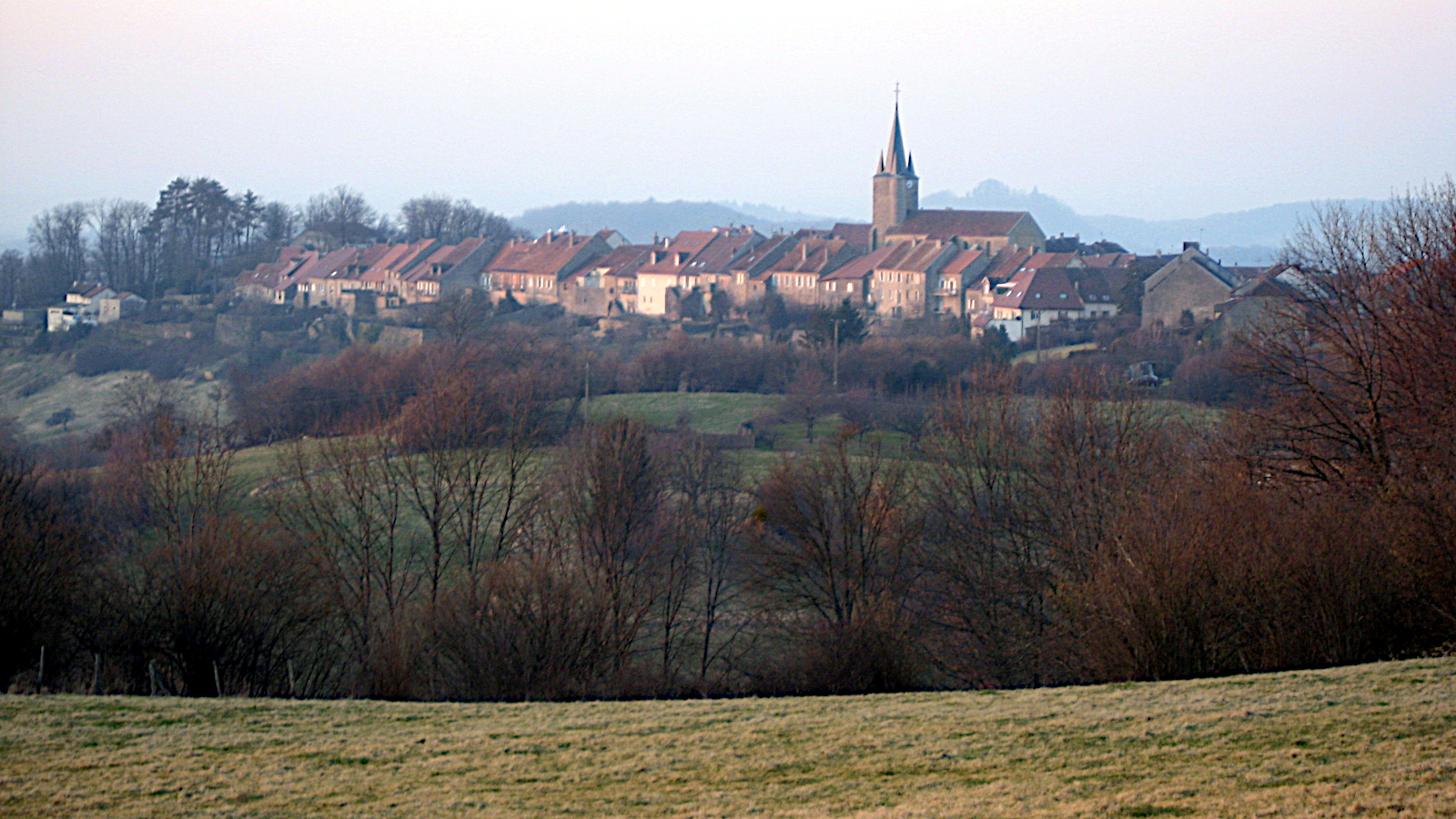

Remarque : 

#### Courbouzon
Altitude : 245 mètres
Population : 585 habitants.
Information : Courbouzon est une commune de 585 courbouzonais, le village de Courbouzon se situe dans la banlieue de Lons-le-Saunier.
Remarque :  
- Geruge

#### Saint-Laurent-la-Roche
Altitude : 270 mètres
Population : 337 habitants.
Information : Saint-Laurent-la-Roche est une commune de 337 habitants, la commune était une vraie commune médiévale dans le temps.

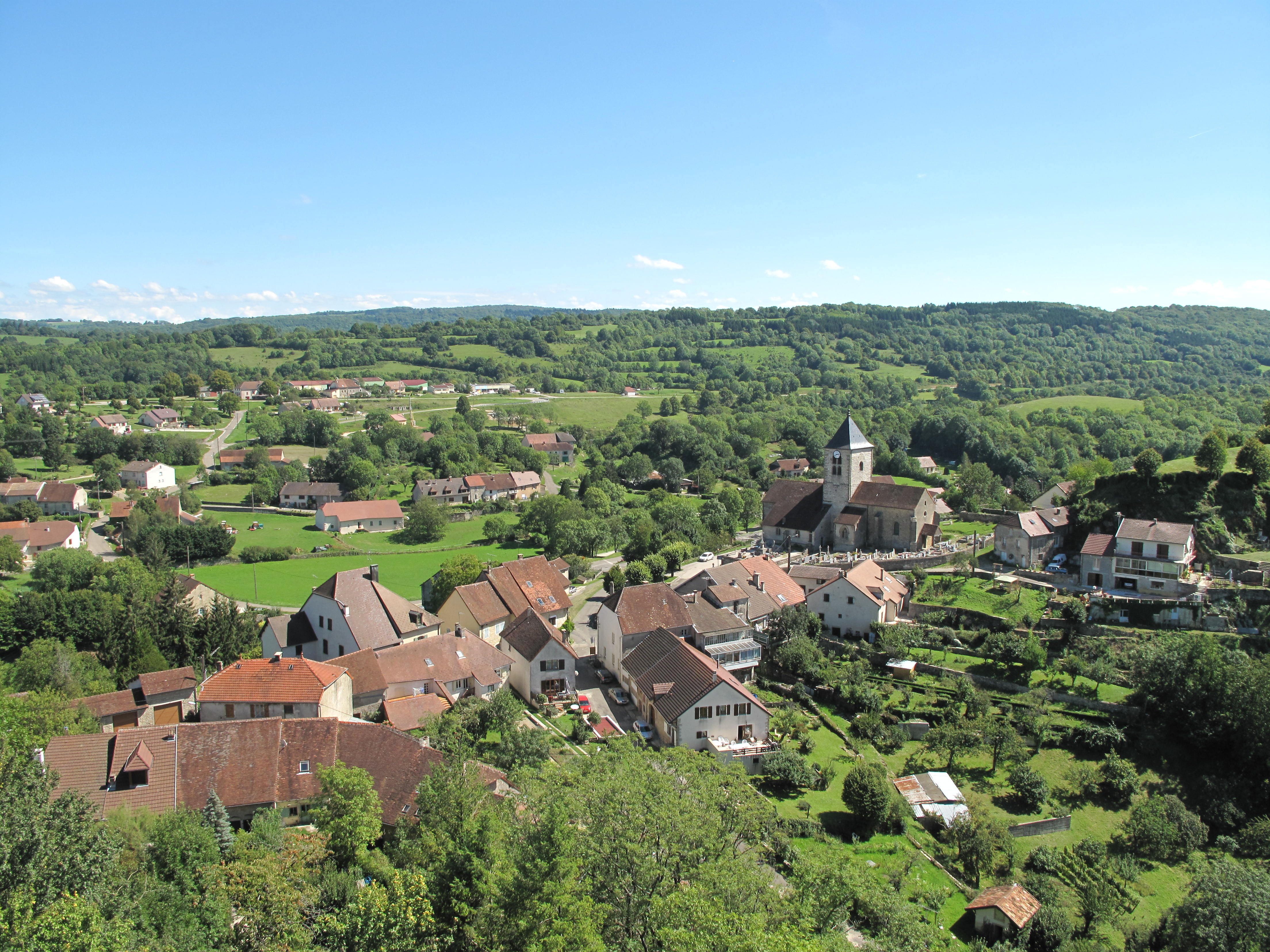

Remarque :  
- Grusse
- Rotalier
- L'Aubépin

### Dans l'Ain

#### Ceyzériat
Altitude : 240 mètres
Population : 2 939 habitants.
Information : Ceyzériat est le chef-lieu du canton de Ceyzériat qui compte pas moins de 3 000 habitants. La commune de l'Ain se situe à proximité de Bourg-en-Bresse.

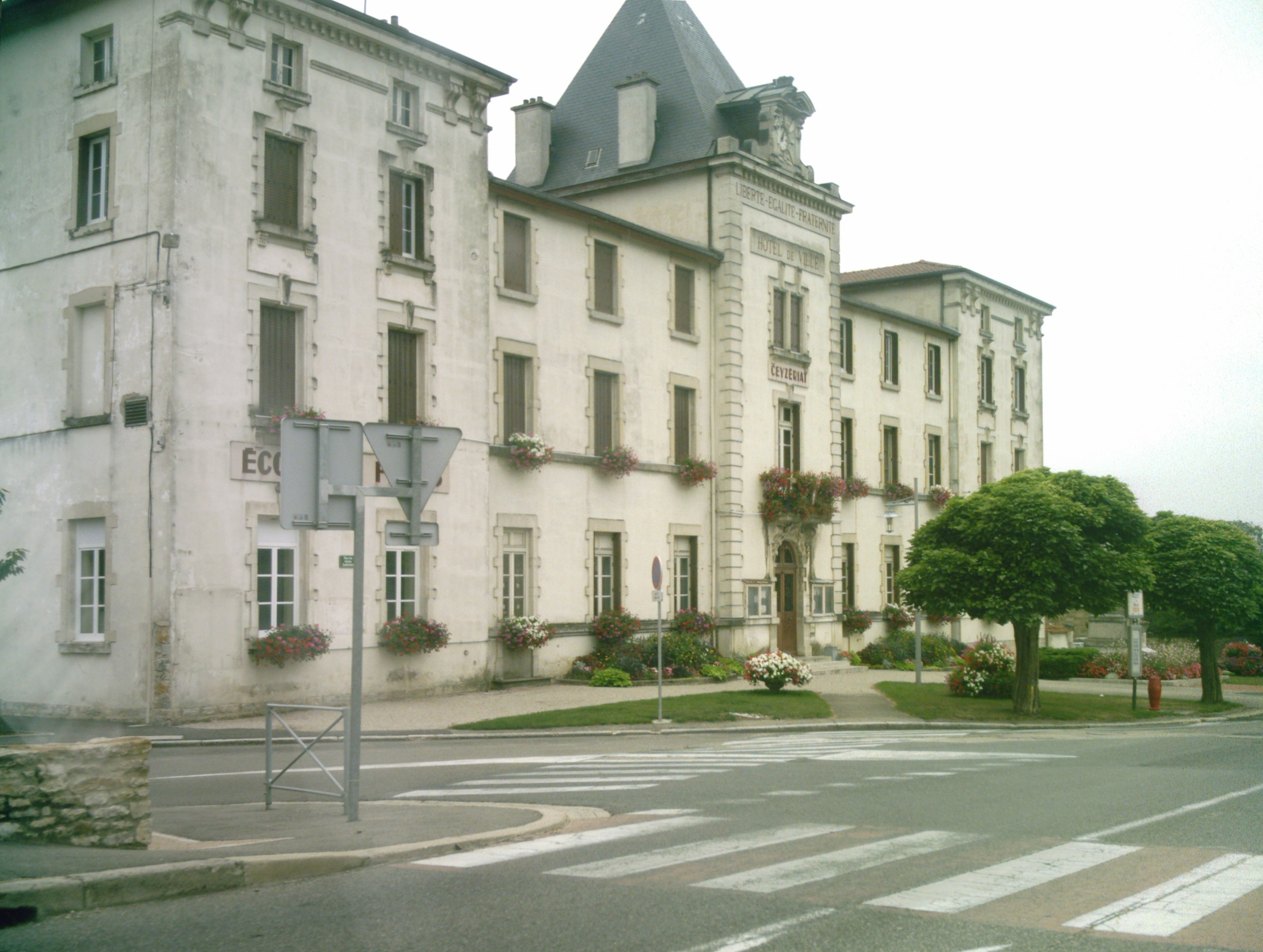

Remarque : 
- Journans

#### Saint-Martin-du-Mont
Altitude : 246 mètres
Population : 1 699 habitants.
Information : Saint-Martin-du-Mont est une grande commune de l'Ain de 1699 habitants, le village de Saint-Martin-du-Mont a été le village traversé par le Tour du France 2007 (7e étape du Tour de France 2007).

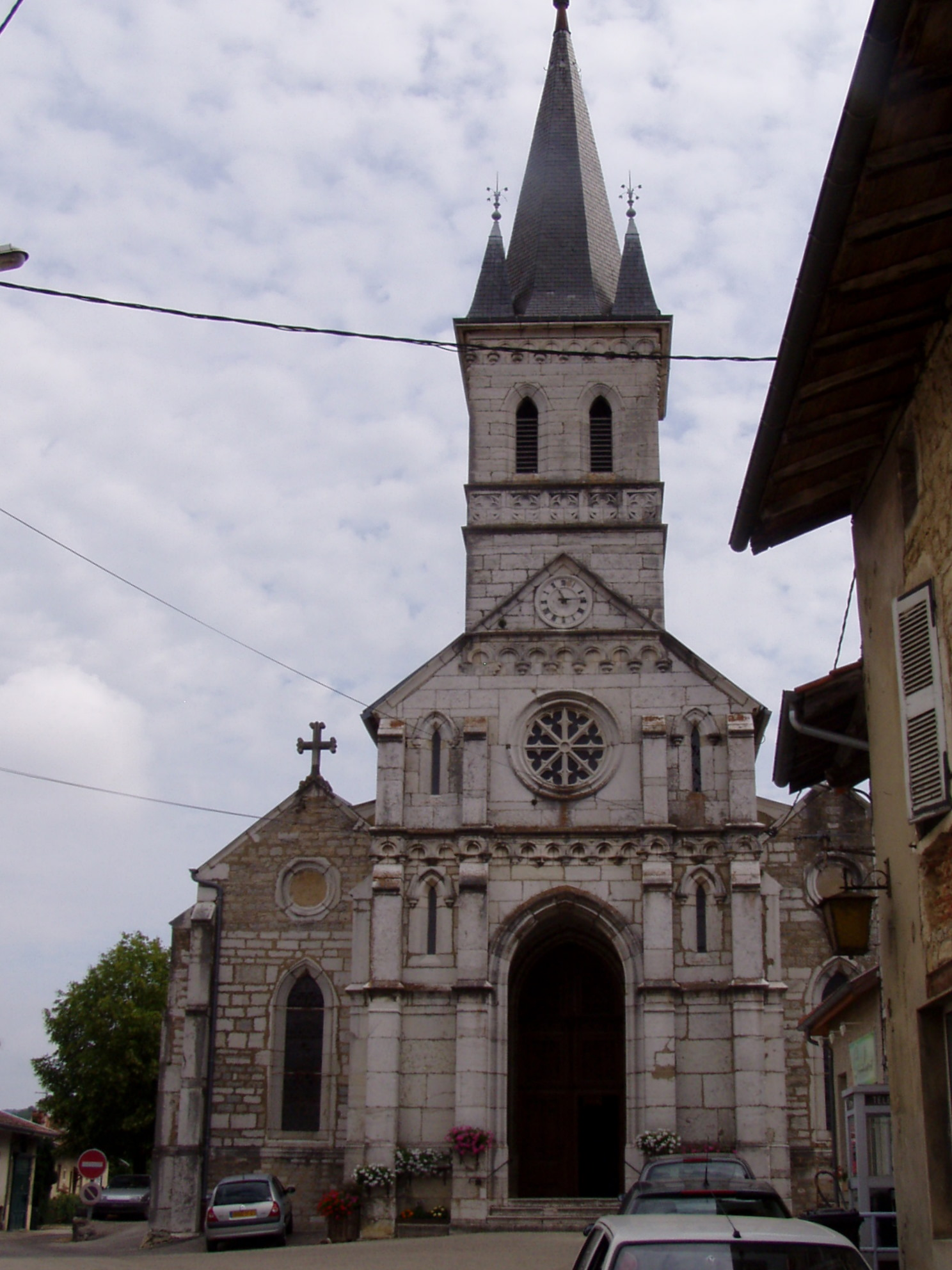

Remarque : 

#### Autoroute 40
Information : L'autoroute A40 a été mise en service en 1990, à travers des paysages montagneux. Géographiquement, elle relie Mâcon (Saône-et-Loire) au Fayet.

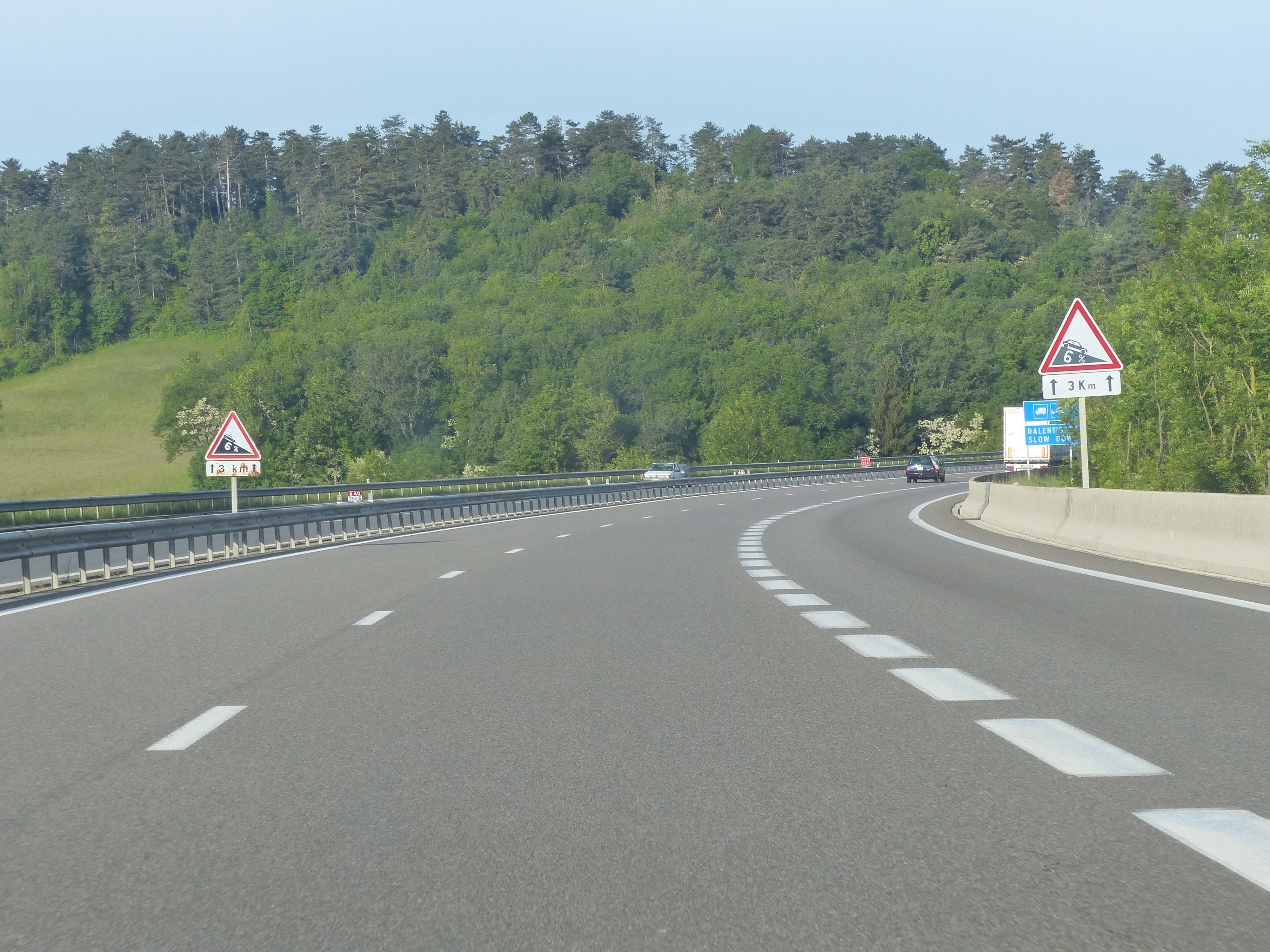

#### Neuville-sur-Ain
Altitude : 242 mètres
Population : 1 595 habitants.
Information : Neuville-sur-Ain est une commune de près de 1600 habitants, le site du château de la Tour et ses vestiges est un site inscrit monument historique.

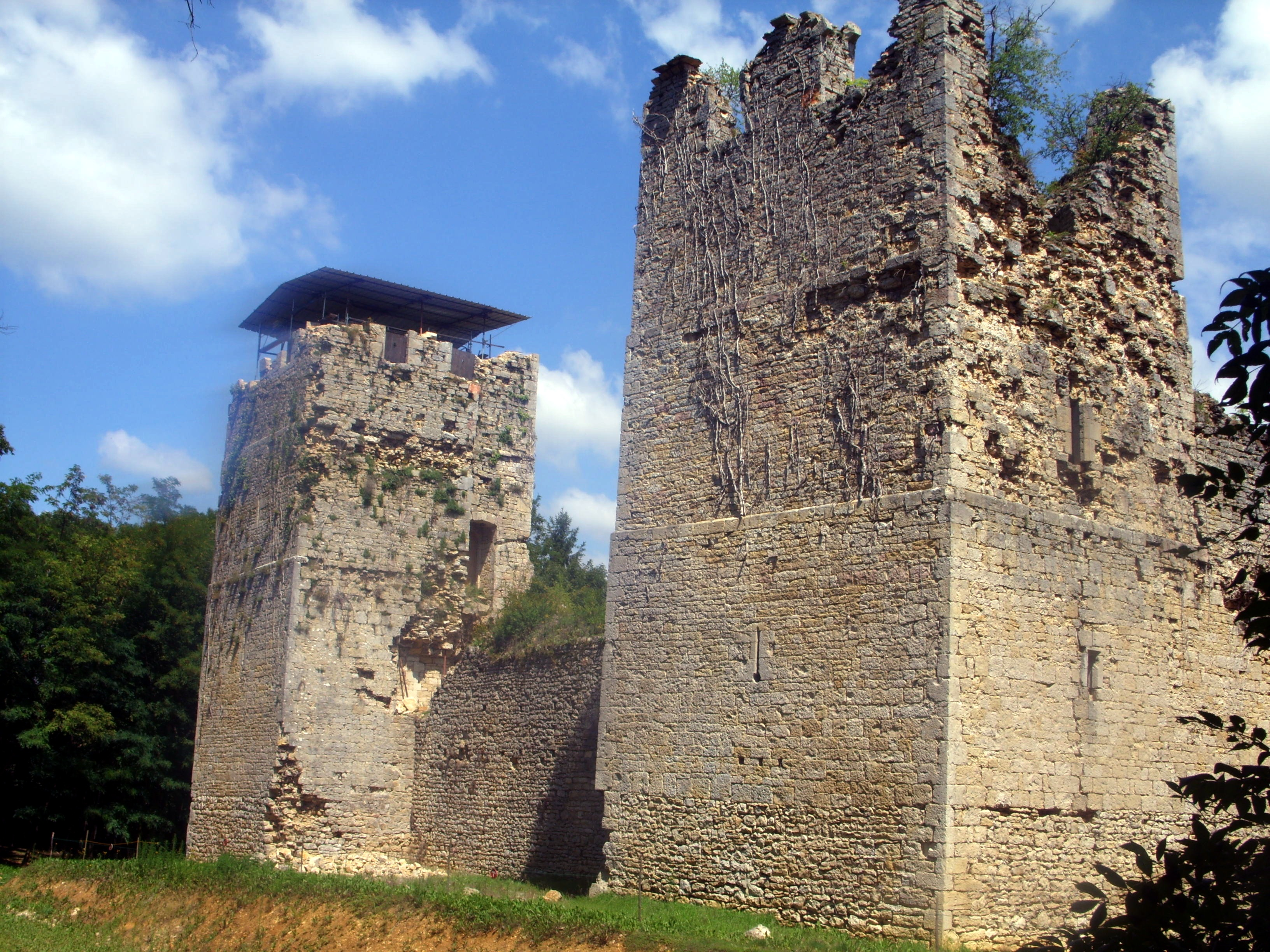

Remarque :   

#### Jujurieux
Altitude : 242 mètres
Population : 2 148 habitants.
Information : Jujurieux est une commune de la région du Bugey qui 2148 habitants, le château de la Tour-des-Échelles est un site inscrit monument historique.

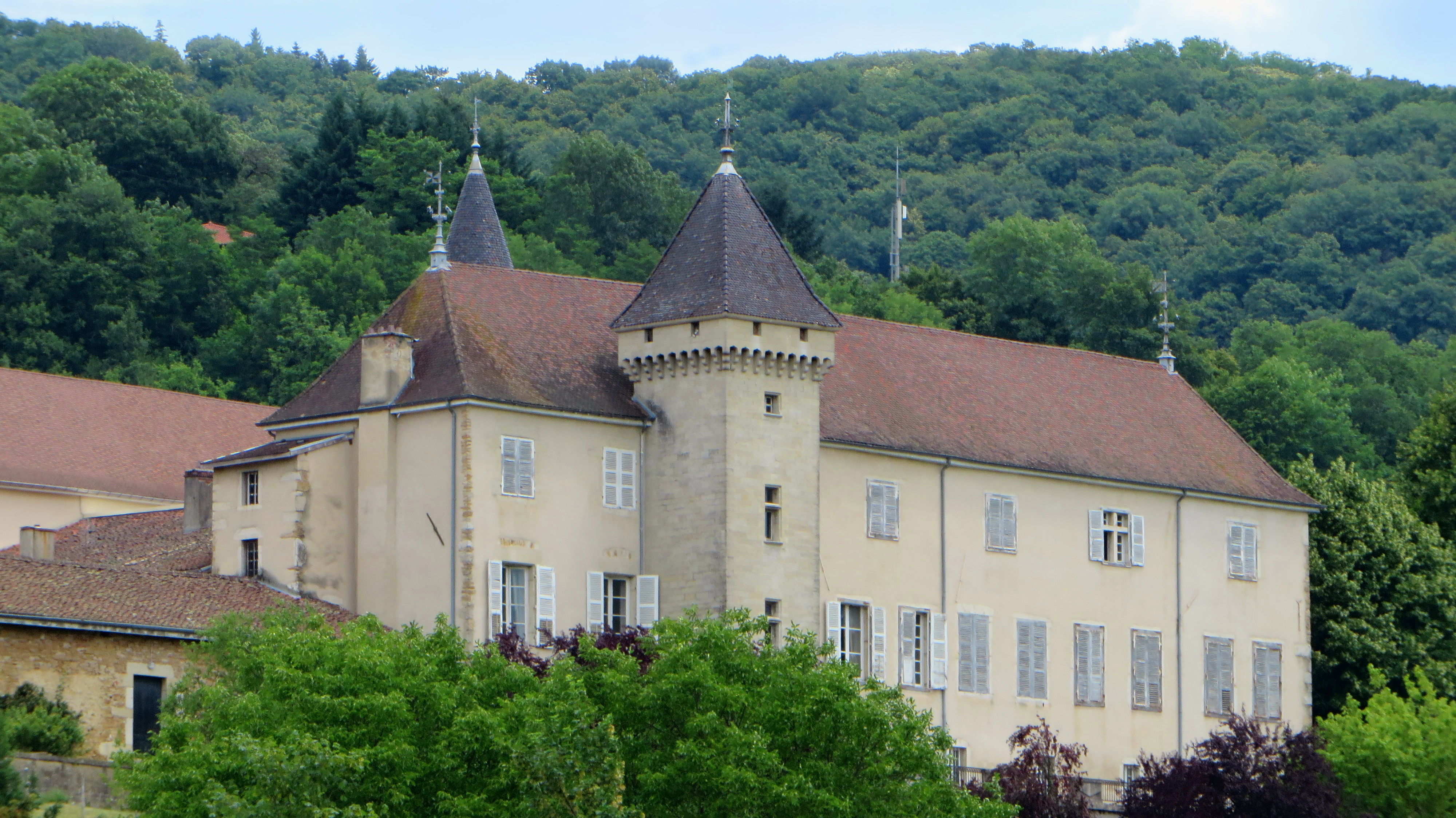

Remarque :  

#### Ambérieu-en-Bugey
Altitude : 237 mètres
Population : 14 233 habitants.
Information : Ambérieu-en-Bugey est une ville (chef-lieu) de 14 233 habitants, le Château des Allymes est classé et inscrit comme  monument historique.

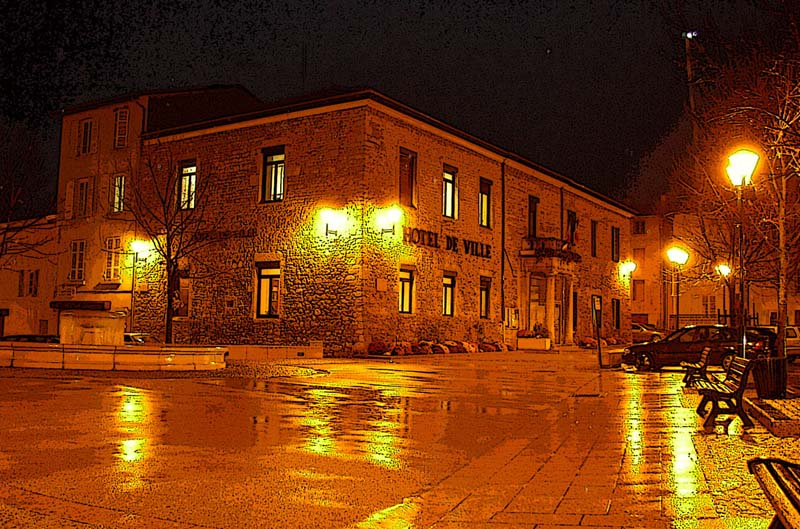

Remarque :   

## GR59 b

### Dans l'Ain
- Ordonnaz

#### Innimond
Altitude : 811 mètres
Population : 117 habitants.
Information : Innimond est une commune de 117 habitants, qui culmine à plus de 800 mètres d'altitude.

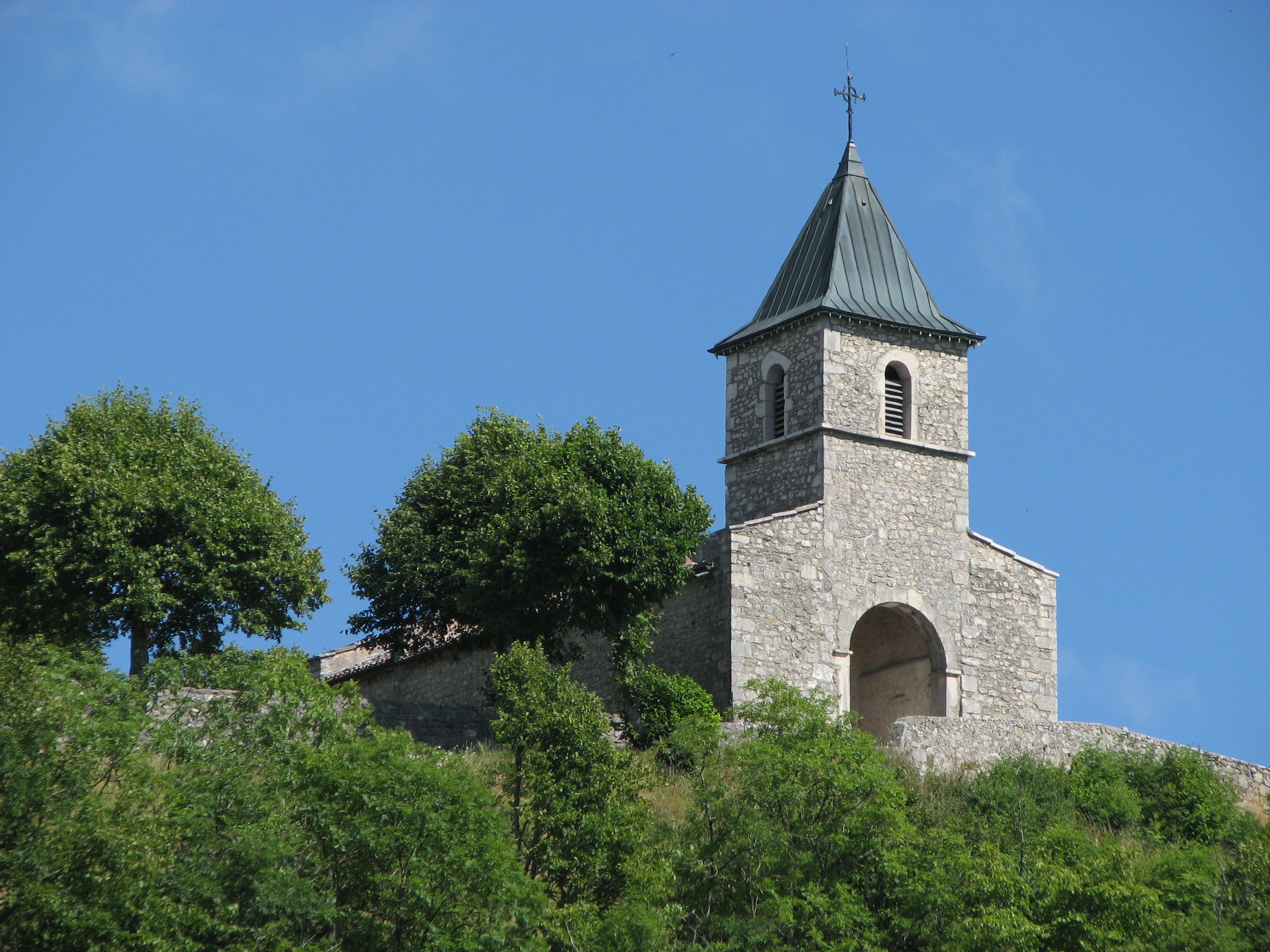

Remarque :   

#### Conzieu
Altitude : 311 mètres
Population : 145 habitants.
Information : Conzieu est une commune de 145 habitants, connue pour les Lacs de Conzieu et l'église Saint-Sébastien qui est sujet du classement aux monuments historiques dans les années 1900.

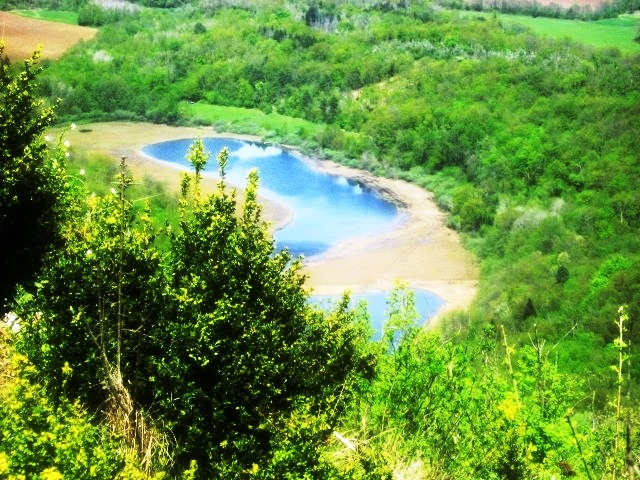

Remarque :    

#### Crozet
Altitude : 463 mètres
Population : 1 964 habitants.
Information : Crozet est une commune de moins de 2 000 habitants, la commune porte le nom au crozets, un type de pâtes qui vient de Savoie.

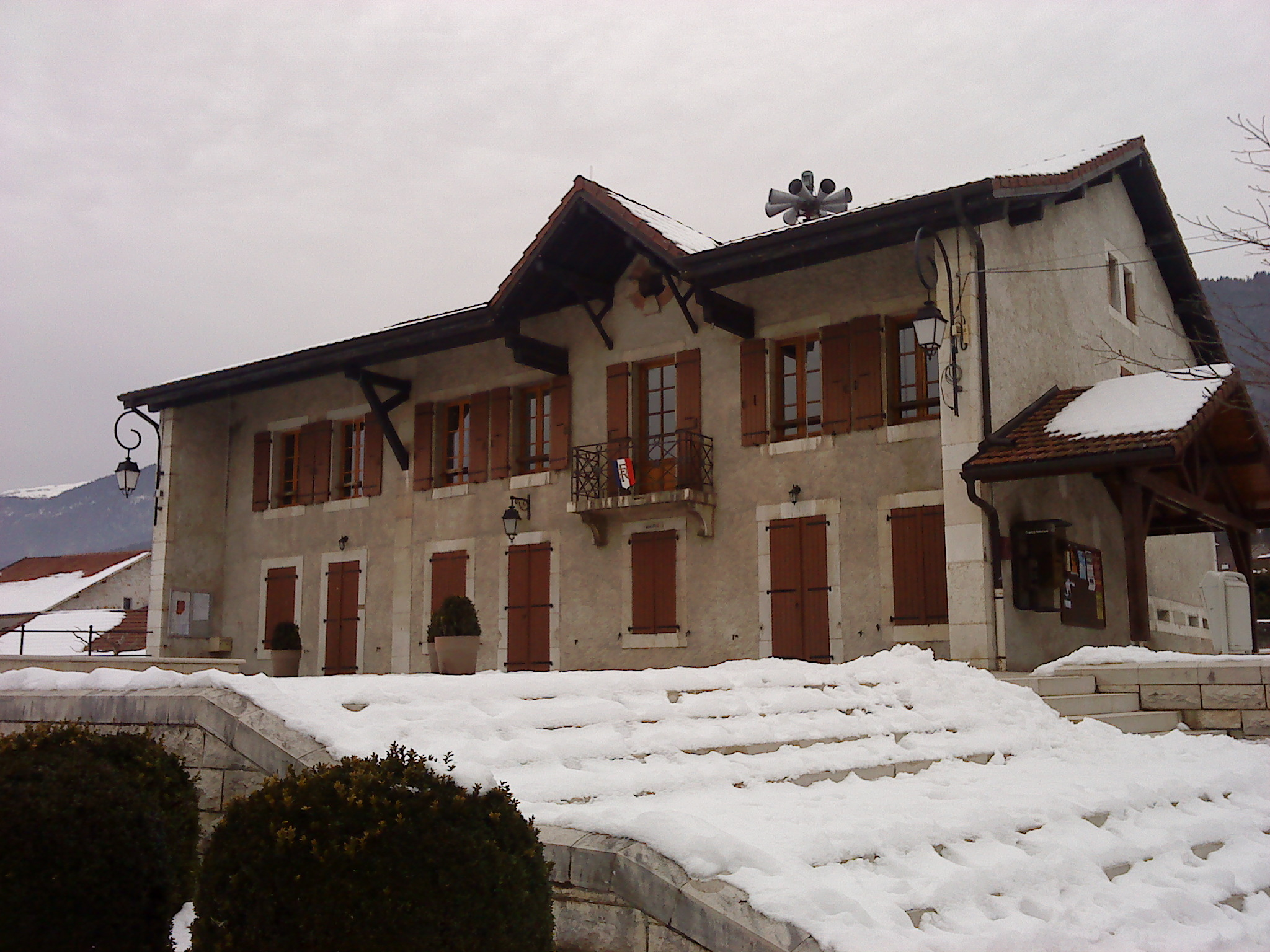

Remarque :     

#### Izieu
Altitude : 211 mètres
Population : 211 habitants.
Information : Izieu est une commune de 211 habitants, son point culminant est le Grand Thur.

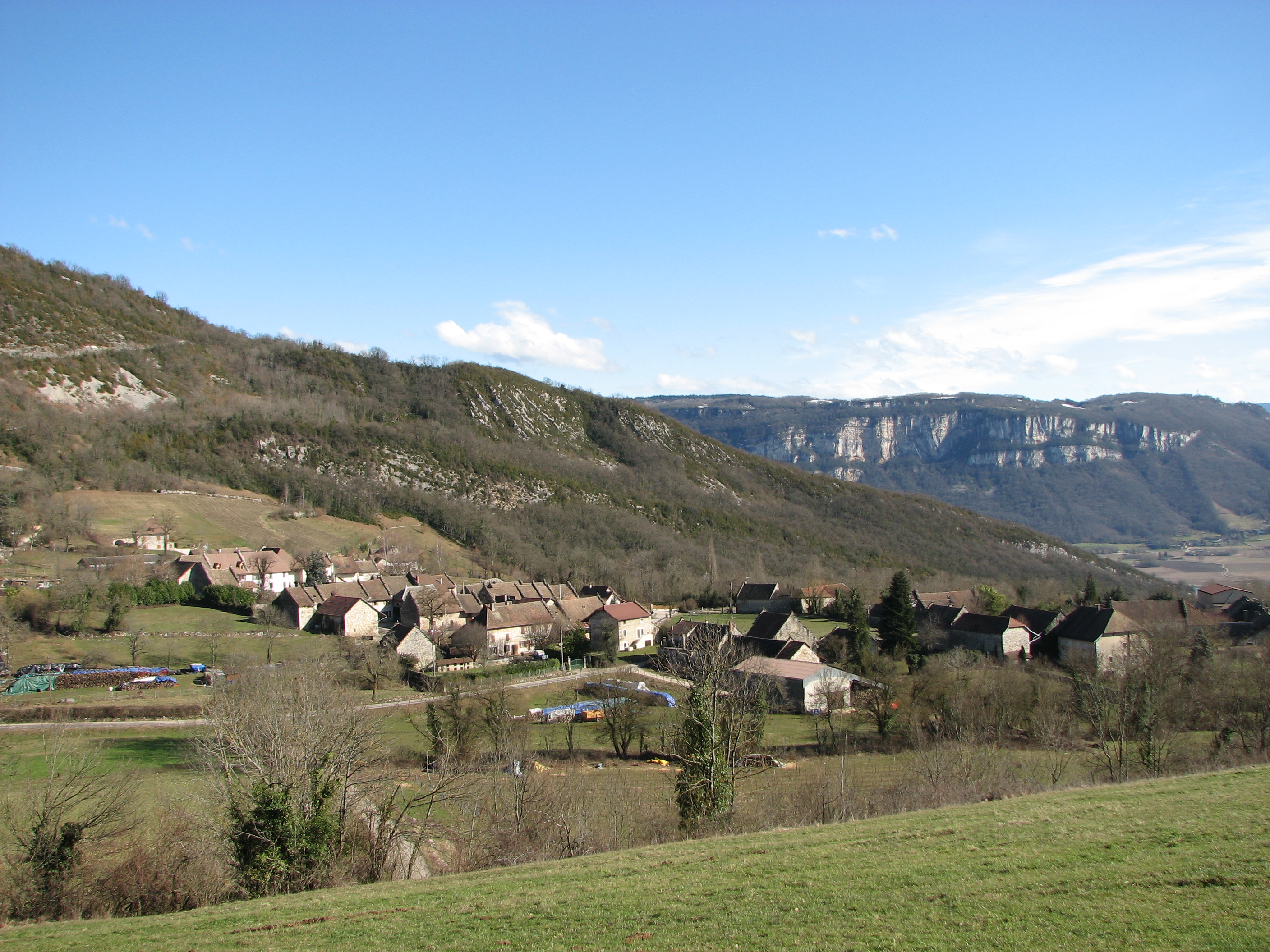

Remarque :  

#### Peyrieu
Altitude : 210 mètres
Population : 831 habitants.
Information : Peyrieu est une commune de 831 habitants qui se situe près de la Savoie, le Pont de La Balme se situe dans la commune.

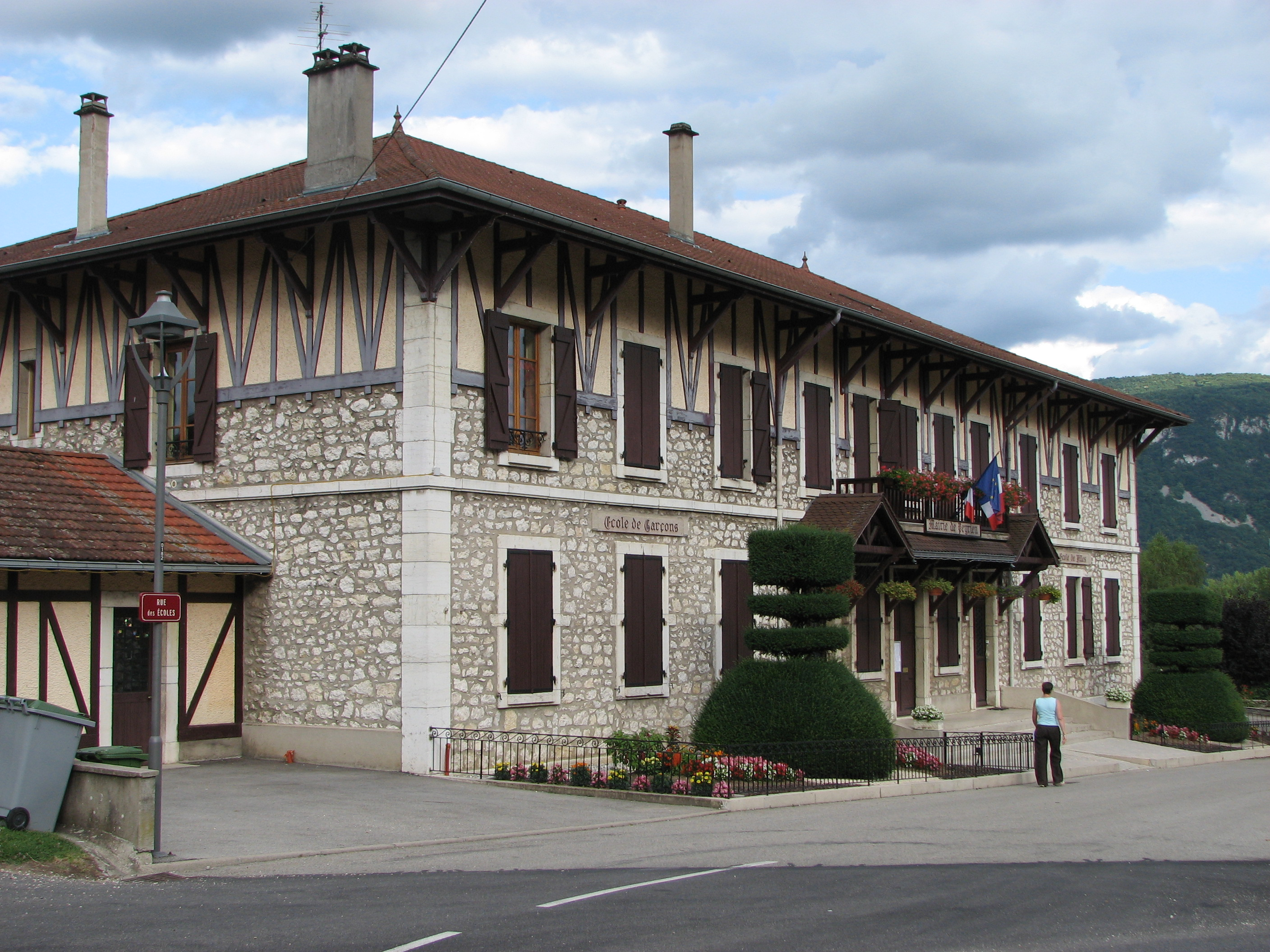

Remarque : 

#### Brens
Altitude : 217 mètres
Population : 1215 habitants.
Information : Brens est une commune de 1 215 habitants, la commune est proche de la ville de Yenne.

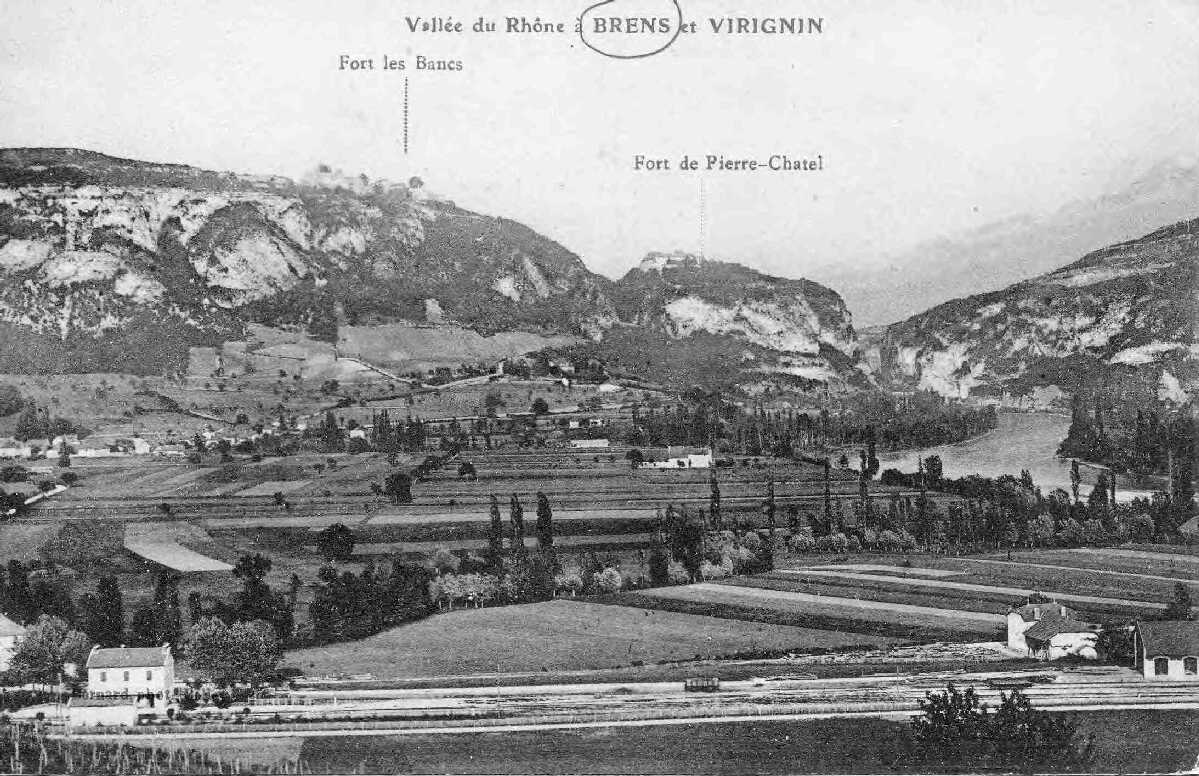

Remarque : 

#### Virignin
Altitude : 220 mètres
Population : 939 habitants.
Information : Virignin est une commune de l'Ain qui compte 939 habitants, le Fort-les-Bancs est un château avec un type d'ouvrage de place forte.

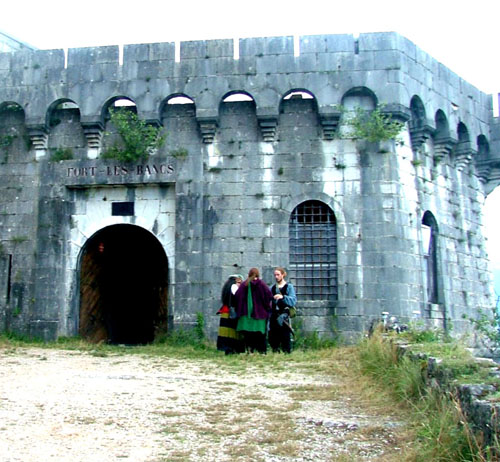

Remarque : 

#### Belley
Altitude : 220 mètres
Population : 9 103 habitants.
Information : Belley est une commune de l'Ain, avec une très belle animation ; Plusieurs monuments de la commune sont inscrits au titre des monuments historiques.
Remarque :

#### Culoz
Altitude : 226 mètres
Population : 3 035 habitants.
Information : Culoz est une commune de l'Ain, située au pied du Grand Colombier ; Le château de Montvéran, ancienne demeure seigneuriale domine la commune.
Remarque :